# 四川天主教
四川省的天主教（拉丁語：Ecclesia Catholica in Se-Ciuen）可上溯至1640年，最早入川福傳的是西西里王國（今屬義大利）耶穌會士利類思和葡萄牙王國耶穌會士安文思。自18世紀起，法國巴黎外方傳教會全權接管四川教務及福傳工作。
1724年，雍正帝在《聖諭廣訓》中宣布外國傳教士為「不受歡迎的人」，禁止傳教。清政府認為相對於「正統」的儒家學說，天主教是威脅統治的「異端邪說」。地方官員在此政策下很容易煽動天主教徒和非天主教徒之間的對抗，導致天主教徒在社會和政治上被歧視。因此，多數教徒避走四川西部的偏遠山區，被19世紀中期起禁教令解除以後入川的歐洲傳教士誤認作佛教徒。
至1870年，四川有領洗信徒80,000人，為當時全國之冠；1911年增長至118,724人。川省歷來是教案頻發地區之一。重慶教區為四川的總教區，自上任總主教駱北瞻於2001年過世後，目前一直處於教座出缺狀態。根據「亞洲豐收」（Asia Harvest）的調查報告，截止到2020年，包含地下教會人數在內，全川有天主教徒1,036,538人，重慶教徒478,191人，總計1,514,729人。
相較於研究天主教在中國歷代首都發展情況的學術成果之豐富，比如長安、汗八里、南京、北京等，對四川天主教的研究仍顯得相當匱乏。

## 歷史

### 17世紀

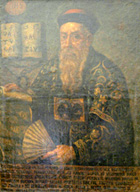
利類思，首位入川的天主教士

1640年，西西里王國耶穌會士利類思應四川綿竹出身的明朝內閣首輔劉宇亮之邀抵達成都府傳教。據《聖教入川記》所載，次年，30人領洗入教，是為川省首批天主教徒。其中有一名伯多祿者，為蜀獻王後裔，在教會內熱心異常，並帶領其家人入教。1642年8月，葡萄牙耶穌會士安文思入川協助傳教。除成都以外，並在保寧府和順慶府展開傳教工作。
1644年，張獻忠西侵四川建立大西政權，隨之而來的四川大屠殺中斷了傳教工作。利類思和安文思被擄至大西宮廷，直到1647年初張獻忠死後才重獲自由。安文思於1651年送往羅馬教廷一本關於他們二人在四川經歷的葡萄牙文報告，題名《四川教會蒙難記：利類思和安文思被擄經歷》。
1660年代，在許徐甘第大和其子，時任川東道的許纘曾（聖名巴西略）襄助下，於四川找尋大屠殺後的倖存教徒。甘第大聽聞在保寧尋獲教徒甚多，遂邀請在陝南漢中府傳教的法國耶穌會司鐸穆格我（Claudius Motel；1618–1671）到川治理教務。穆格我在成都、保寧、重慶建堂，約一年內付洗600人。

### 18世紀

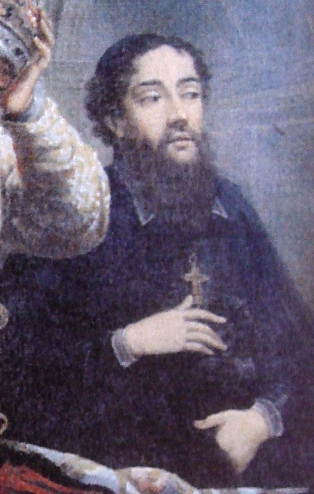
梁弘任，首任四川宗座代牧

1696年10月15日設立四川宗座代牧區（今天主教成都教區），首任宗座代牧是法國巴黎外方傳教會教士梁弘任。1700年，梁弘任將成都和川西地區傳教事務授予白日昇和梁宏仁（Jean-François Martin de La Baluère），這兩者同為巴黎外方傳教會教士；將重慶和川東地區授予義大利教士畢天祥（Luigi Antonio Appiani）和德國教士穆天尺，這兩者為遣使會教士。1704至1707年間，白日昇和一名當地信徒徐若翰翻譯了部份《新約聖經》，後世稱為「白日昇－徐若翰文理新約」。1710年，穆天尺在葡屬澳門收養了一位名叫菲力普（Filipe）的14歲四川籍少年，並將他留在澳門學習。

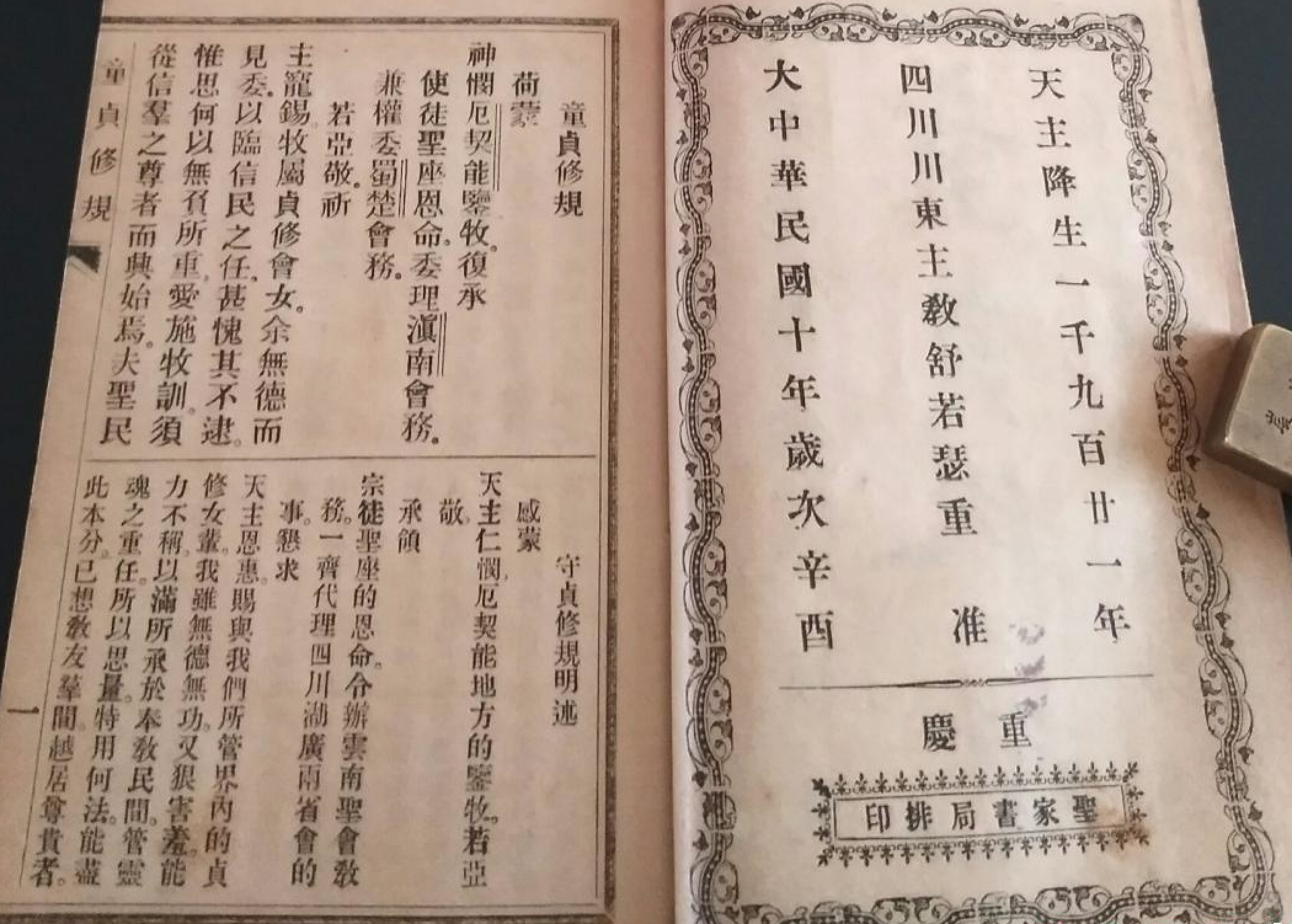
1921年重慶曾家巖聖家書局出版的《童貞修規》

天主教貞女制度自18世紀初開始流行於四川。來自川西名山縣的楊氏（Agnes Yang）為四川早期貞女之一，她領洗後在主教馬青山（Joachim-Enjobert de Martiliat）處受堅振禮。馬青山於1733年再度去探望楊氏，當時她已50多歲，且一直堅定守貞，毫無動搖。馬青山是第四任四川代牧，同時是於1744年發表的《童貞修規》的制定人。另一名貞女制度的倡導者是尚-馬丁·慕雅，他在入川傳教前，便在法國洛林地區創建了兩個貞女修會。因儒家傳統的男女授受不親觀念，這些貞女為女性教徒充當施洗人和教理傳授人，為在女性中做福傳提供了很多便利，所以她們的存在對四川教會的成長有重要意義。
1723年，一個奉教的駱姓家族在重慶江津縣購得基業。駱家富有資財，外姓之家皆樂與之結秦晉好，其中不少人因姻親之故入教。駱家見教徒人數日益增多，便在當地修築教堂和司鐸住屋，獲得很多教徒的捐助。此時有北京人若翰谷司鐸（Joannes-Baptista Kou），曾就讀義大利拿坡里中國學院，奉命管理川東教務。《聖教入川記》載，若翰谷司鐸「一連十餘載克盡聖職，去來皆在駱家。谷司鐸在江津聖堂時，附近各州縣教友皆到此處領各祕跡，聚在經堂，高聲唱經，聲徹雲漢，遠近皆聞。在各大瞻禮慶期，集教友眾多，有由重慶往者，有由永川去者，有由銅梁至者，亦有由合州、涪州而來者，濟濟一堂，盛不可言。一次，聚有教友四百餘人慶賀瞻禮，一連數天熱鬧，並用笙、簫樂器彰揚聖教。然因排場過盛，惹起外教嫉妒，興動風波。一千七百四十六年即乾隆十一年，教友受害者頗多，家主人安德肋駱有祥受苦尤重。慶賀瞻禮之熱鬧，此後不復興也。歷代風波，駱家亦皆受害，然常存信德，至終不變。」

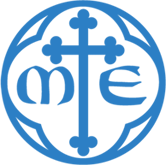
巴黎外方傳教會印璽

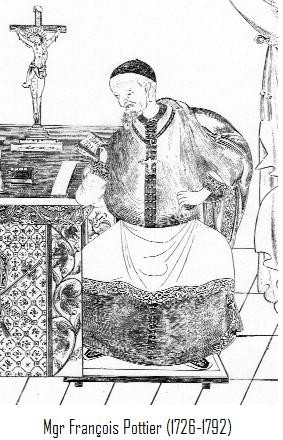
范益盛像，1787年繪製於成都

自1753年起，巴黎外方傳教會正式接管四川教務。1756年，時年30歲的巴黎外方傳教士范益盛抵達四川，當時川省約有4,000至6,000名教徒。福傳三年後，他被捕入獄並遭受酷刑折磨。1767年接任四川宗座代牧。1764年，他將自己在成都的房產變賣後，帶領七名教會學生在成都以西7公里處的鳳凰山開設聖誕神學院。1770年，神學院被人舉報給當地權威後被毀。1783年，范益盛選任馮若望（Jean-Didier de Saint-Martin）為自己的繼承者。兩年後，馮若望被捕入獄之後被驅逐出境。他於1792年范益盛過世時設法重返成都。馮若望選任徐德新為繼承者。與前任不同的是，1776年就入川的徐德新有豐富的當地傳教經驗。1784年的迫害打斷了他的事工，他被捕入獄，之後被帶到北京，最終流亡葡屬澳門和西屬菲律賓。他於1789年祕密返回成都，同時也接手管理川東教務和貴州傳教事務。1800年，馮若望晉封徐德新為泰拜爾蓋領銜主教。1801年馮過世後，徐接管四川全省教務。
雖然時有迫害和種種困難，18世紀的四川教會發展可謂相對繁榮。1756年時全省有4,000名教徒和兩名當地司鐸，1802年增長至40,000名教徒和16名當地司鐸。整個18世紀積累下來的經驗為之後的教會生活和聖禮事工鋪平了道路。

### 19世紀
1803年9月2日，徐德新主教在成都以西40公里處的崇慶州（Tchong-king-tcheou；今崇州市）召開四川教會第一次大會，是為在中國境內首次召開的天主教教會會議。該會議的成果獲得羅馬的嘉許，並將一直引導教會的牧養之道直至被1924年的天主教上海會議取代。與會者另有羅弗南和13名當地司鐸。1815年9月14日，徐德新和另一名主教以及九名司鐸在成都被斬首。他的頭被懸掛在柱上，屍首示眾三日，作為對當地人的警示。教宗若望保祿二世於2000年10月1日將徐德新封聖。
1830年左右，巴黎外方傳教會在穆坪鎭鄧池溝地開設領報神學院（Collège de l'Annonciation de Moupin），即現在的鄧池溝聖母領報堂。這座教堂的名氣得益於大貓熊的發現者——法國遣使會傳教士譚衛道。他於1869年到達穆坪鎭傳教，同時研究當地動植物。當時在領報神學院的傳教士大多都是自然科學家，包括植物學、動物學、地質學。他們常與巴黎的各種科學院聯絡談論在四川的新發現。
1880年9月20日四川教會第二次大會在川南代牧區駐地叙州府（今宜賓市）召開。與會者有川南、川西北、川東、雲南、貴州、西藏代牧區主教或副主教。
1895年的白鹿鎭，在杜杭主教的監督下，兩名法國教士，柏立山（Alexandre Perrodin）和陸峻高（Léon Rousseau），設計修建了領報修院。修建時間持續了13年，1908年竣工後，該修院成為當時川省培養神職人員的重要機構。同年，成都爆發了一起大規模的反教運動，並逐漸蔓延到其他城市。在成都，天主教和三個基督教新教差會的教產被毀；所有在川傳教士，無論天主教或新教，幾乎都是死裡逃生。
1896年7月29日，外方傳教會派遣陸良道（Adolphe Roulland）神父到四川東境代牧區（今重慶總教區）作事工。他於次年抵達酉陽，之後擔任馬跑場堂區神父七年。陸良道是聖女利雪的小德肋撒的神兄（spiritual brother），他在臨行去四川之前，將《十八世紀四川福傳史：教會奠基人范益盛主教生平及其傳道事工》（La Mission du Su-Tchuen au XVIIIᵐᵉ siècle : Vie et Apostolat de Mgr Pottier, son fondateur）一書贈與利雪的加爾默羅會修院。該書對小德肋撒產生很大影響。
小德肋撒後來回贈陸良道一幀耶穌聖心圖，由她親手繪製。圖中聖心冠以茨圈、火燄，並流出鮮血。下面書有（川東教區），並有明文指定聖血即滴流其上。小德肋撒以此表明願為重慶教區祈禱，懇求耶穌寶血流於該教區，使其產生被天主揀選之人。像側附有祈禱經文，呼求「耶穌神聖之血，請灌溉我等教區，俾其發生被選之人」。
在1896年7月30日給陸良道的信中，她寫道：「我將四川地圖貼在了工作室的牆上，[…] 我將懇求耶穌的許可去四川拜訪你，讓我們一起為救靈魂而工作。」現今，重慶石馬鎭眞原堂（馬跑場堂區）收藏有一封聖女給陸神父的信，以及她的部份聖髑。

### 20世紀
川南代牧區的出版社叙府永生公館於1900年發行《聖教禮規》。此書為巴黎外方傳教會在川省經過百年積澱，為規範四川教會禮儀規矩的成果。1904年由納匝肋靜院在香港印行。之後有1925年由曾家巖聖家書局發行的重慶代牧區版本和1932年由土山灣印書館在上海發行的版本。
1905年在川邊藏區爆發了巴塘事變。四名法國傳教士，包括蘇烈，在該事件中喪生。當地喇嘛對蘇烈進行酷刑折磨12天，最終將他槍決。九年之後（1914），另一名在川藏邊境事工的傳教士彭茂美，在襄助巴塘教務之後不久，被喇嘛謀殺於理塘附近。
1918年，在川東代牧區主教舒福隆的批准下，重慶曾家巖聖家書局出版了由古洛東（François-Marie-Joseph Gourdon）編著的《聖教入川記》，記載天主教傳入四川的始末及後來教會的發展狀況。以外，聖家書局還於1924年出版了《聖教入安岳記》。該書由安岳縣天主教人士撰寫，經川東代牧區副主教納慈軒（Urbain Claval）批准後印行，講述清朝道光以前，天主教傳入並紮根於安岳縣的歷史。
根據出版於1922年的《中華歸主》的統計，當時四川有天主教徒143,747人，教堂和小聖堂共計826座，分佈在成都、重慶、叙府、甯遠四個主教轄區。1918年有8,000名成人接受洗禮。除了通常的福傳事工，教會設有將近400所堂區學校，有學生7,500人。此外，有學院三所，重慶兩所，成都一所；以及神學院十所，女子學校五所，醫院五所，藥房七家。

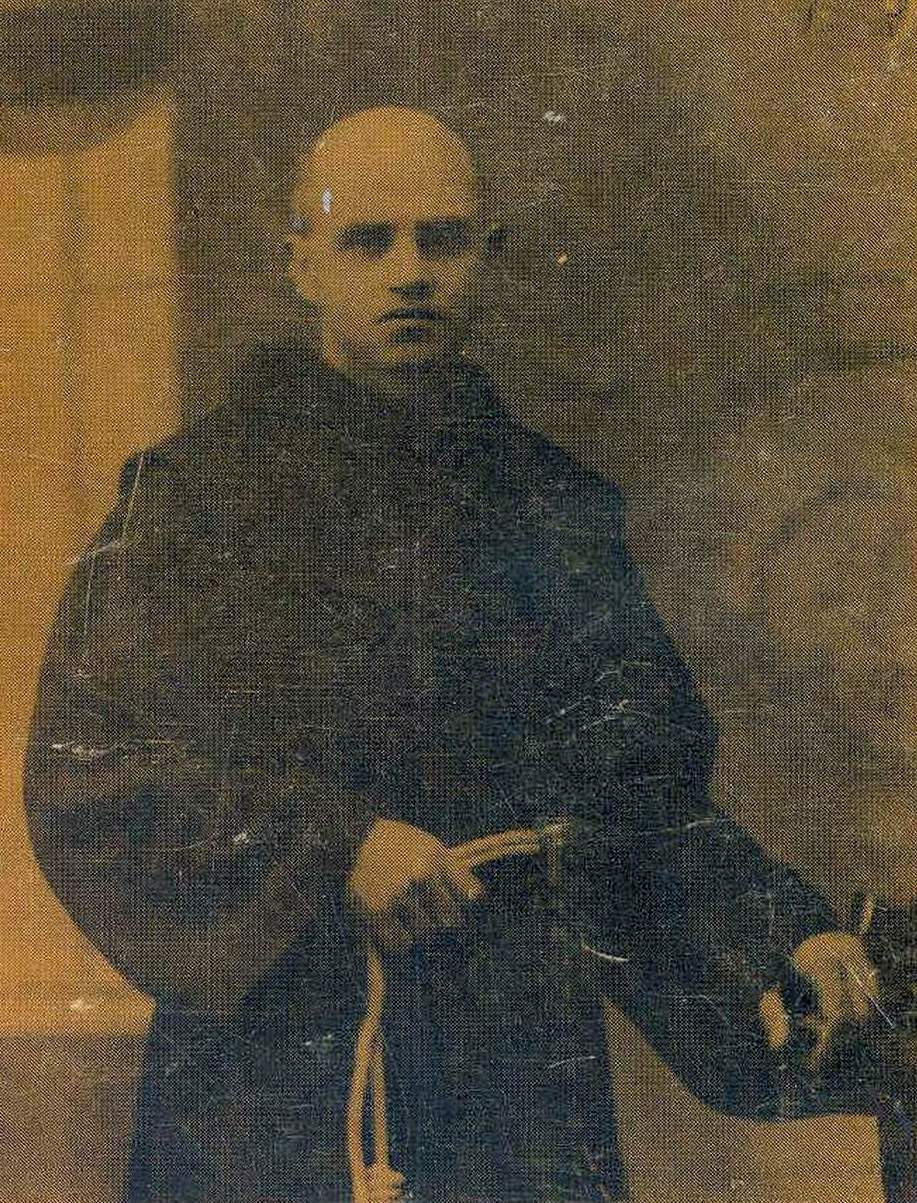
帕斯高·納達爾·歐特拉，被紅軍斬首於阿壩藏區的兩河口鎭

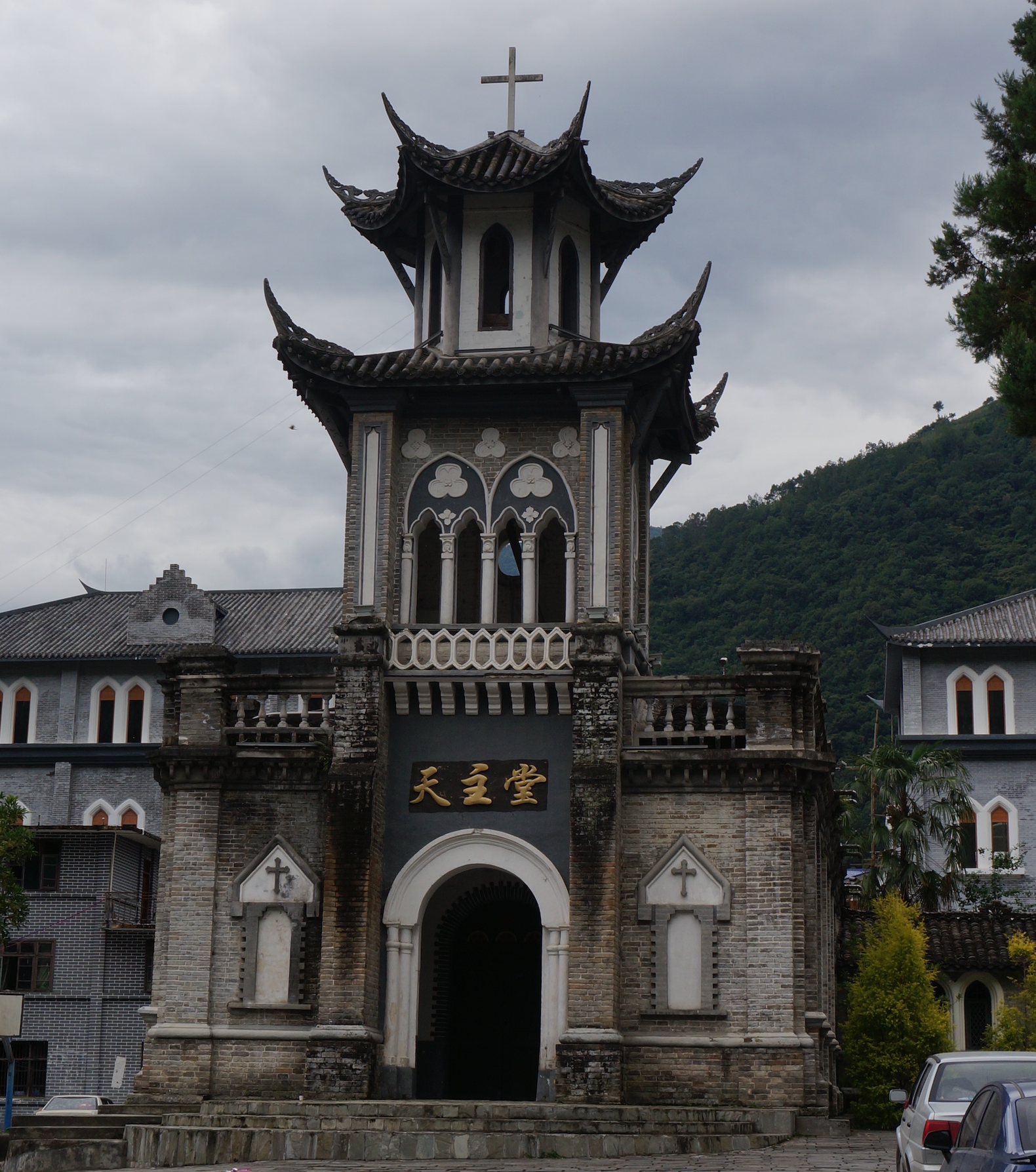
磨西安納堂，曾是聖若瑟漢生病療養院所在地

1930年，來自西班牙瓦倫西亞地區佩戈的方濟各會修士帕斯高·納達爾·歐特拉抵達位於甘孜藏區的磨西面。在打箭爐代牧區主教倪德隆及其助理華朗廷的協助下，歐特拉和幾名不同國籍的傳教士在磨西安納堂旁邊成立了一所漢生病療養院，稱作聖若瑟之家。由於被社會的排擠和邊緣化，收容漢生病患者並非易事。不過到1935年，療養院已有100名病人。1935年5月，毛澤東領導的一支共產紅軍為逃避蔣中正的民國國軍而經過磨西面，也就是之後被稱為長征的歷史事件的一部份。根據瓦倫西亞方濟各會歷史學家何塞·米格爾·巴拉奇納·拉毘卓（José Miguel Barrachina Lapiedra）所著《帕斯高·納達爾·歐特拉修士：漢生病患之使徒，中國之殉道士》（Fray Pascual Nadal y Oltra: Apóstol de los leprosos, mártir de China），以及天主教新加坡總教區區報和佩戈廣播電臺（Ràdio Pego）的報導，「共產黨軍隊洗劫了漢生病療養院並抓捕了全部傳教士。不少病人試圖保護傳教士，但被士兵用槍射擊。這些教士被帶到毛澤東面前，毛對他們進行了審訊，之後釋放了五名教士，但是關押了其中兩名——歐特拉和一名義大利修士伊毘法尼歐·佩格拉諾（Epifanio Pegoraro）。這支由超過30,000人組成的紅色軍隊中，女性也佔了很大一部份。離開之前，他們洗劫了這個村莊，帶走所有可食用和可移動的物品，導致這個區域的普通人完全喪失生存物資。數日後，1935年12月4日，他們行軍到小金縣的兩河口鎭，一名士兵用劍將兩名修士斬首。」
瑪利亞方濟各傳教修會修女瑪莉-羅西妮·莎樂（Marie-Rosine Sahler）在於1937年1月17日寫給詩人雷蒙·柯塔（Raymond Cortat）的信中敍述了她在磨西面的經歷：「1935年，漢生病療養院遭到共產黨軍隊的野蠻攻擊，傳教士和信徒不得不逃到附近的山上躱避八日之久。我們回去後發現療養院被洗劫一空，所有補給物資都被掠奪得乾乾淨淨。不過，我們設法重獲了一些物資並迎回部份病患，到現在已有148名病人。」
1947年，來自河北正定神樂院的嚴規熙篤隱修會修士為躱避國共內戰，將他們的修院遷移至成都新都縣。李博嵐院長帶領40名修士經上海入川。1949年末，共產黨軍隊接踵而至，修院被迫再次轉移。1949年聖誕日，共產黨軍隊佔領了成都修院及周邊地區。一些修士遭到毒打，其中三名修士（Vincent Shi）在遭受酷刑折磨後殉道。李博嵐院長設法將其中十名修士轉移到加拿大，包括九名中國籍修士和一名比利時籍修士。最終，修院遷至香港大嶼山，於1956年2月19日正式開院，即現今的聖母神樂院。

#### 西班牙贖世主會傳教團

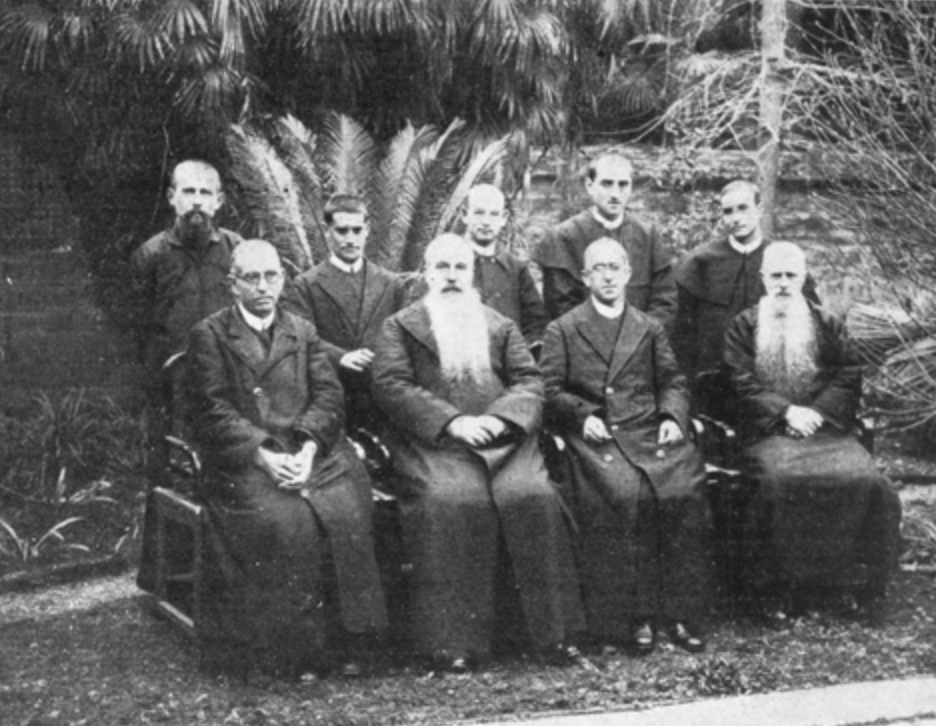
西班牙贖世主會傳教團在成都和當時的法國籍宗座代牧駱書雅合影

1928年，應教宗庇護十一世之邀，西班牙贖世主會傳教士開始在河北宣化教區的主徒會協助義大利教士剛恆毅作事工，之後到河南省西平縣和廣州市沙面島傳教。1934年轉移到四川，最初四年僅活躍於成都代牧區，並在當地建有房屋和一座小聖堂。1938年傳教工作擴展至位於四川西南部諾蘇州的甯遠代牧區。來自加利西亞地區的傳教士田春耕在華的大部份時間都是在甯遠主教駐地西昌縣度過。贖世主會傳教團最終於1952年被共產黨政府驅逐出境。四川是贖世主會教士在華的第一個永久傳教駐地，成都和甯遠兩地的贖世主會後來發展成贖世主會中華副教省（Redemptorist Vice-Province of China）。

## 現狀
1949年共產黨取得政權之後，在中國的天主教會，如同其他所有宗教，只被允許在國家宗教事務局的監督下進行活動。1958年成立的中國天主教愛國會屬於中國國內的區域-政府性質組織，不承認教宗首席權。天主教會的活動必須隸屬於愛國會才算「合法」。部份傳教士被抓捕後送進思想改造營，在類似監獄的環境中接受思想再教育過程。
在1950年代的土地改革運動期間，在彭州市活動的聖母軍被定義為「反革命組織」遭到迫害取締（參見聖母軍事件）。
1989年，時任甘肅秦州教區署理的王若翰經河北獻縣教區主教李振榮祕密祝聖為康定教區「地下主教」。2011年，王若翰和他的兩名親兄弟——王若望神父、王彌祿主教，以及其他數名神父、數十名堂區教友會長被公安人員抓捕。他們被分開關押在至少兩個地方，公安人員要求他們每天四個小時參加學習班，但容許他們向家裡通電話。
2005年，中國政府人員計劃在成都教區和樂山教區中自選自聖兩名主教。但因為他們明顯的政治操縱，遭到這兩個教區內大約140,000名教徒的反對。
2008年汶川大地震後，英國政治經濟學家董育德設立了慈善基金協助重建被毀的教堂、學校和育嬰院。董育德於1922年出生在四川三臺縣一座由英國公誼會差會開辦的醫院，其父董宜篤是於1930年代駐廣漢福音堂的聖公會傳教士。她在1943年改宗羅馬天主教，於成都聖母無染原罪主教座堂領洗。在聖座和一名四川愛國會主教的關係和解中，董育德是關鍵人物。這一舉動也促使了在四川的地下教會和愛國會的共融。但因她在教會中的事工，中國政府在1997年將她驅逐出了大陸地區。
2011年，甘孜藏區磨西鎭（舊稱磨西面）的謝玉明修女和黃旭松神父在向當局要求收回兩處教會財產未果後被打傷。9月2日晚上8時，兩人在磨西安納堂神父樓前，被十幾個來歷不明的人突襲。謝玉明修女遭到毒打，頭部和胸部受重傷，被送院治療。黃旭松神父傷勢相對較輕。原因是，兩處教產分別為一所拉丁學校和一所男子學堂，於1950年代被充公。按照現行宗教政策，教產應當歸還給教會，但一直沒有執行。拉丁學校已被政府拆除，土地被一家私營公司佔用。男子學堂現在改作磨西地方政府的公務員宿舍。兩名教會人員被打後，當地教徒憤怒不已。他們聚集在教堂門口，要求捍衛教會權益。
據《亞洲新聞》2014年的報導，韓國外方傳教會有派遣教士在四川服務。同年，法國童軍成員巴帝斯特·朗諾華-默林（Baptiste Langlois-Meurinne）在雲南省西北藏區的瀾滄江和怒江流域地帶協助當地教徒並幫手搭建木製教堂。當地教會在歷史傳承上隸屬康定教區。他在此期間遇到一名來自梵蒂岡的神父，即不屬於中國官方愛國教會的神父。該神父為當地孩童祕密舉辦語言訓練營，教授他們藏文、英文以及天主教教理。
2015年，樂山教區沙灣堂區舉辦了跨教區朝聖活動。參與朝聖的教徒約有130名，他們打出天主教旗幟，並身穿印有「耶穌愛你」標語的服裝，於7月9日至11日到宜賓、成都和南充三個教區朝聖。到達成都時，因朝聖隊伍龐大引來武警、防暴大隊和警察的阻攔。警察認為他們是在「遊行示威」，要求朝聖人員立刻上旅遊大巴離開，並禁止他們到寬窄巷子購物。該事件引來很多外教人駐足觀望。7月11日是聖本篤瞻禮日，朝聖團在當日抵達南充西山聖安德肋本篤修院，之後開始拜苦路並參與陳功鰲主教主持的彌撒聖祭。
南充教區2017年向羅馬教廷申請教宗若望保祿二世的聖髑，於2018年3月獲准，6月聖髑蒞臨教區。10月22日若望保祿二世紀念日當天，聖髑由西山聖安德肋本篤修院迎往南充耶穌聖心主教座堂供信徒瞻仰。
2022年6月29日，在樂山教區的耶穌聖心主教座堂舉辦了慶祝建黨節的活動，參與者包括該教區主教雷世銀。而當天正是聖伯多祿和聖保祿瞻禮日。活動中，信徒被要求要「聽黨話、感黨恩、跟黨走」。據《亞洲新聞》報導，「中國的教會政治氣氛濃厚，中共對於天主教神職人員的控制也愈發嚴格。[…] 雷主教於2011年在沒有教宗授權的情況下被中共當局任命。作為一個備受討論的人物，他也被指控有情人和子女。教宗方濟各在2018年中梵主教任命臨時協議簽署後，解除了對他的絕罰。雖然這份臨時協議於2020年10月續簽，但未能停止中共對於天主教徒的迫害，尤其是對不願服從中共控制的地下教會成員。」

## 教區

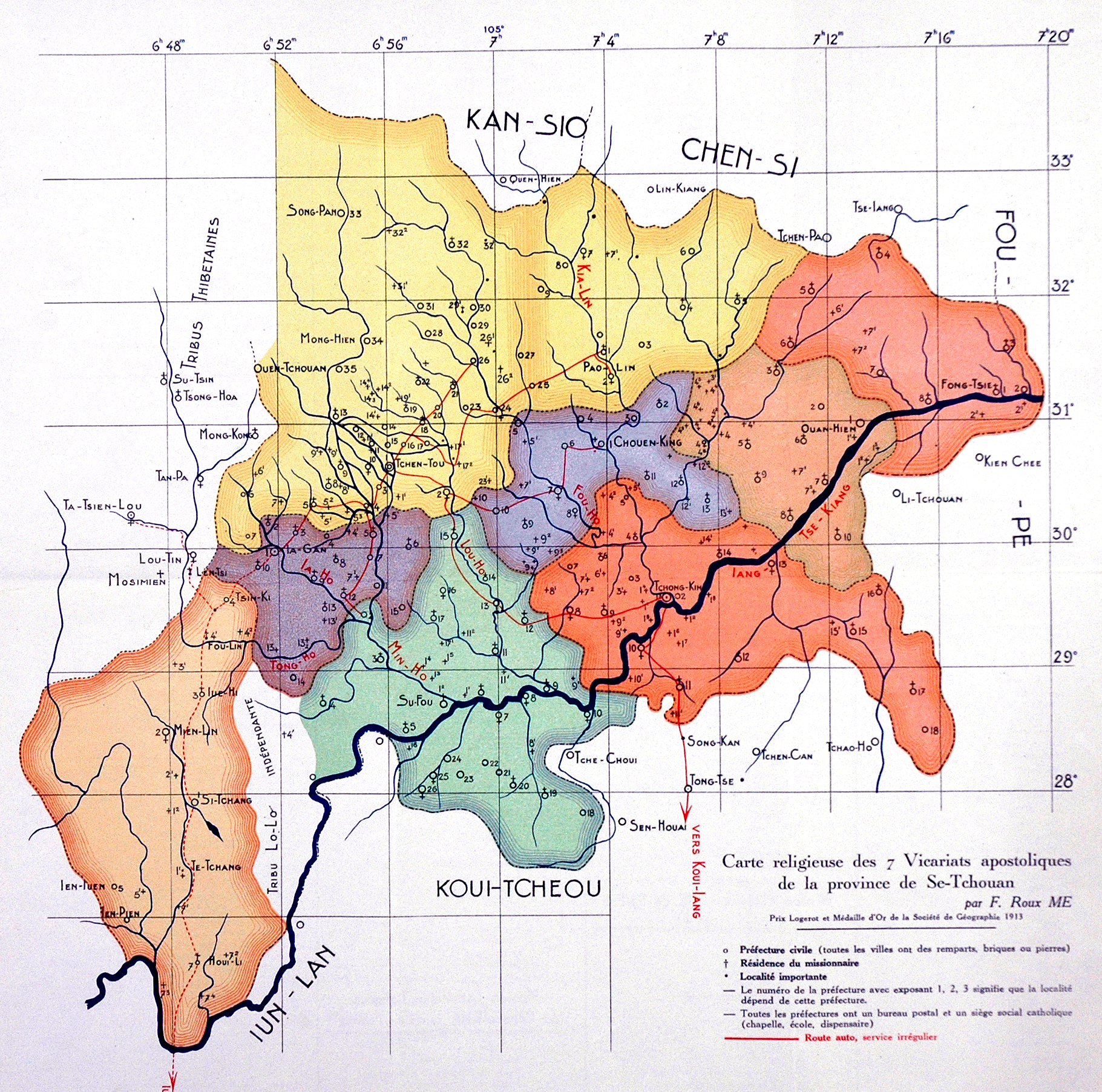
前四川七大宗座代牧區：成都（Tchen-tou）、重慶（Tchong-kin）、順慶（Chouen-king）、西昌（Si-tchang）、叙府（Su-fou）、雅安（Ia-gan）、萬縣（Ouan-hien）。打箭爐（Ta-tsien-lou）因隸屬西藏傳教區故不包括在內。

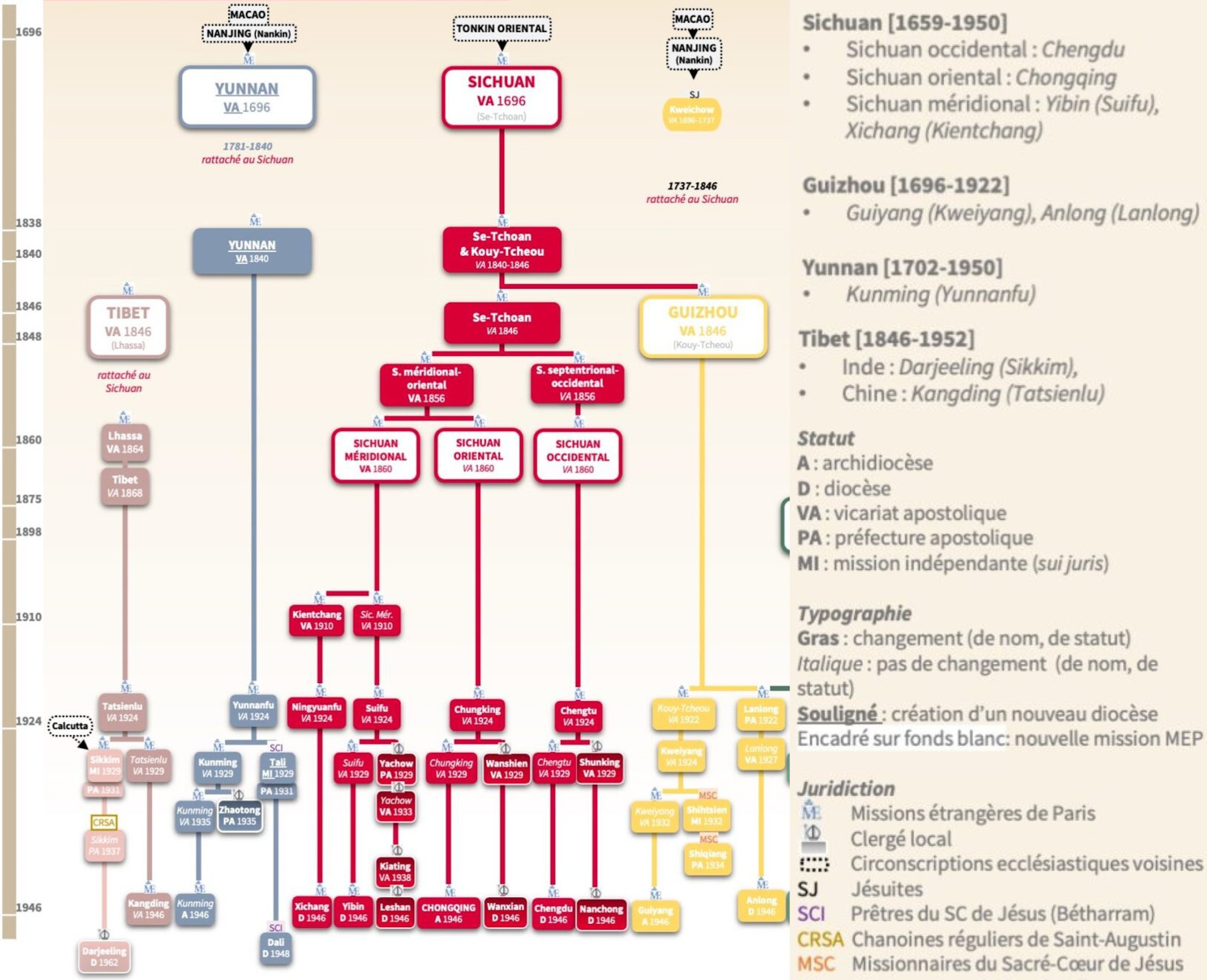
從四川代牧區分設出的三個宗座代牧區：西藏代牧區、雲南代牧區、貴州代牧區。

1696年成立四川宗座代牧區，教座設於成都。1856年成立川東南宗座代牧區，教座設於重慶。四川宗座代牧區因此更名為川西北宗座代牧區，亦稱川西宗座代牧區或四川西境代牧區。
1860年成立川南宗座代牧區，或稱四川南境宗座代牧區，教座設於叙州府（今宜賓市）。1910年成立建昌宗座代牧區，教座設於甯遠府（今西昌市）。
現今四川和重慶的天主教會分為八個教區，包括一個總教區和七個附屬教區。雖然成都是歷史最悠久的教區，但川省的總教區設在重慶。以下按歷史上的傳教區域分類排列。

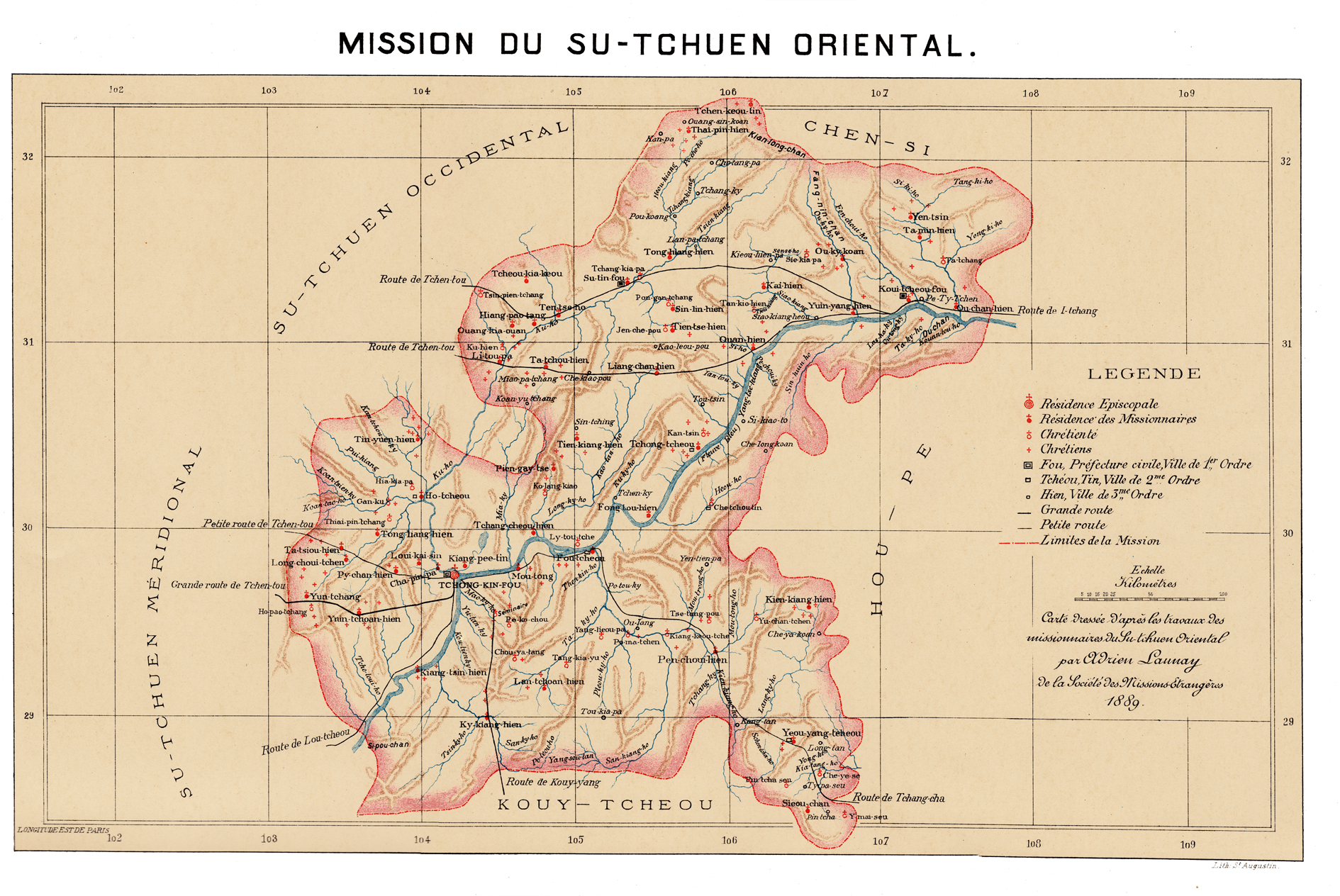
四川東境傳教圖

四川東境傳教區
- 天主教重慶總教區（  ）：1856年4月2日成立川東南宗座代牧區，自四川宗座代牧區（今成都教區）劃出。1860年1月24日更名為四川東境代牧區，1924年12月3日更名為重慶代牧區，1946年4月11日升格為重慶總教區[78][83]，教座設於重慶聖若瑟主教座堂[84]。
- 天主教萬縣教區（  ）：又名「萬州教區」。1929年8月2日成立萬縣宗座代牧區，自重慶宗座代牧區劃出。1946年4月11日升格為萬縣教區[85][86]，教座設於萬州區聖母無染原罪主教座堂[87]。

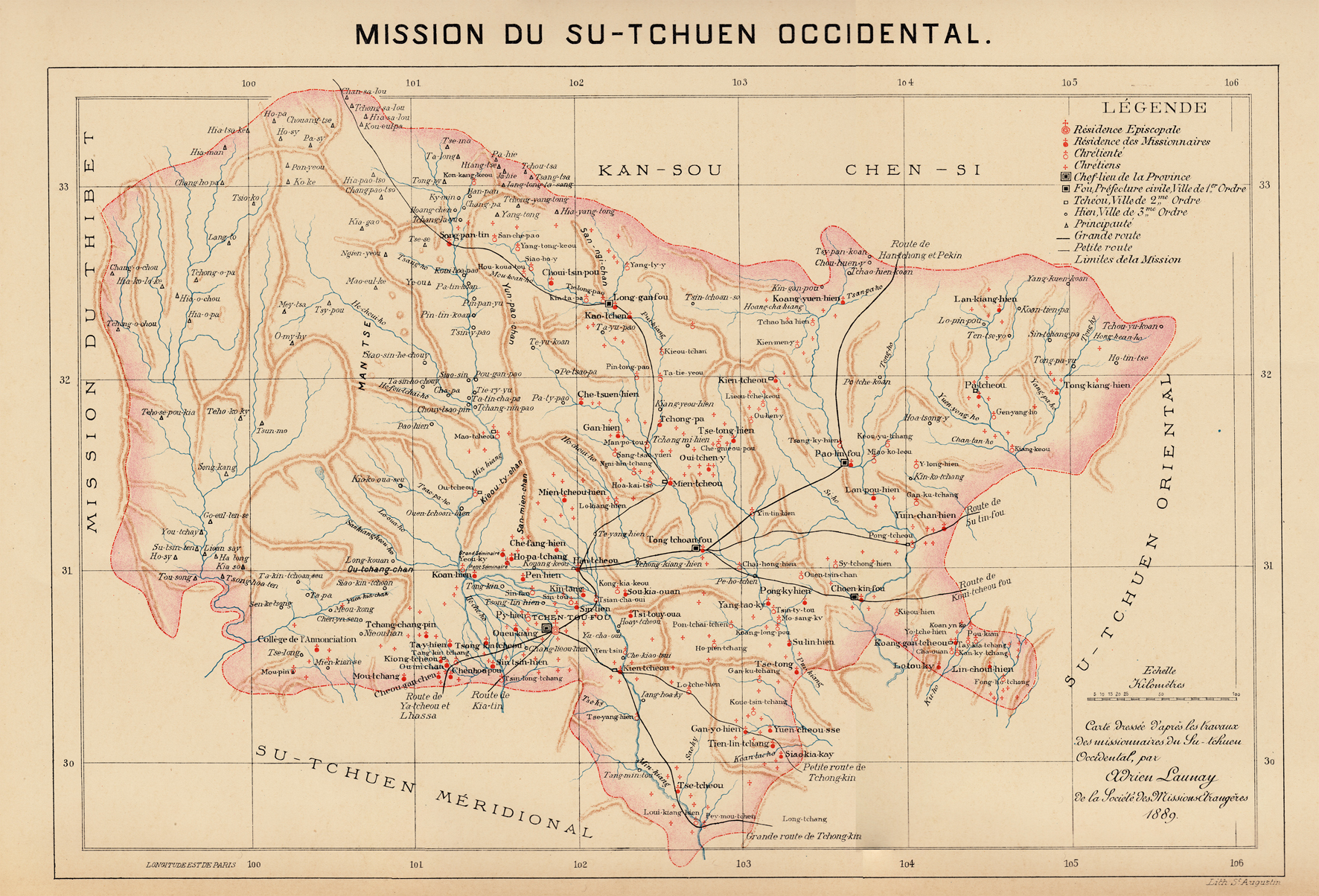
四川西境傳教圖

四川西境傳教區
- 天主教成都教區（  ）：1696年10月15日成立四川宗座代牧區，1715年貴州宗座代牧區（今貴陽總教區）併入四川代牧區，1781年雲南宗座代牧區（今昆明總教區）併入四川代牧區，1840年雲南代牧區脫離四川重新成立，1846年貴州代牧區脫離四川重新成立，1856年4月2日更名為川西北代牧區，或稱四川西境代牧區，1924年12月3日更名為成都代牧區，1946年4月11日升格為成都教區[88][80]，教座設於成都聖母無染原罪主教座堂[89]。
- 天主教順慶教區（  ）：又名「南充教區」。1929年8月2日成立順慶宗座代牧區，自成都宗座代牧區劃出。1946年4月11日升格為順慶教區[90][91]，教座設於南充耶穌聖心主教座堂[92]。

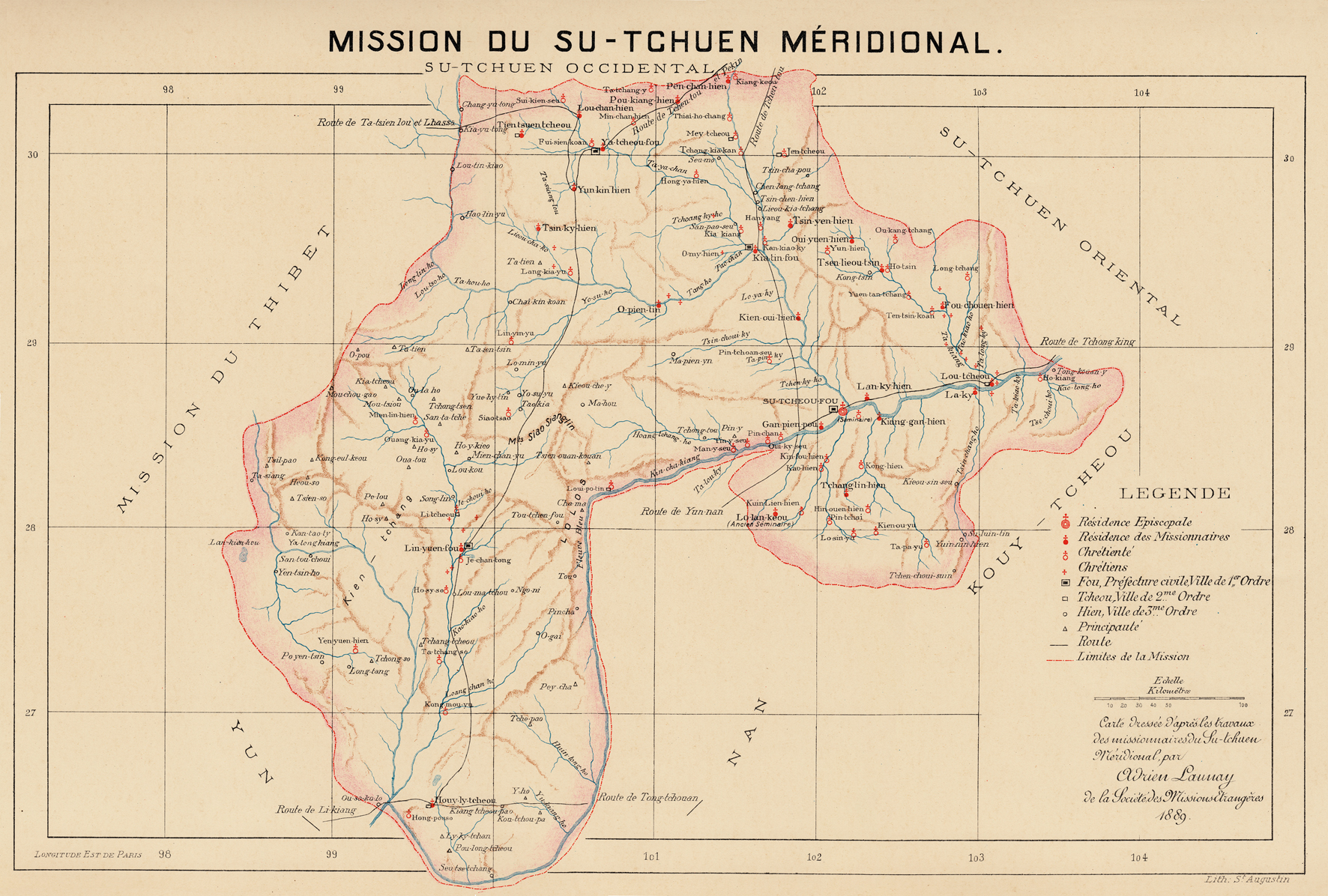
四川南境傳教圖

四川南境傳教區
- 天主教叙府教區（  ）：又名「宜賓教區」。1860年1月24日成立川南宗座代牧區，或稱四川南境代牧區，自川西北宗座代牧區（今成都教區）劃出。1924年12月3日更名為叙府代牧區，1946年4月11日升格為叙府教區[93][94]，教座設於宜賓聖體主教座堂[95]。
- 天主教甯遠教區（  ）：又名「西昌教區」。1910年8月12日成立建昌宗座代牧區（ ），自川南宗座代牧區（今叙府教區）劃出。1924年12月3日更名為甯遠代牧區，1946年4月11日升格為甯遠教區[96][97]，教座設於西昌天神堂[98]。
- 天主教嘉定教區（  ）：又名「樂山教區」。1929年7月10日成立雅州宗座監牧區（ ），自叙府宗座代牧區劃出，教座設於雅安市（古為雅州府轄地）。1933年3月3日升格為雅州宗座代牧區，1938年2月9日教座遷至樂山市（古為嘉定府轄地）並更名為嘉定代牧區，1946年4月11日升格為嘉定教區[99][100]，教座設於樂山耶穌聖心主教座堂[101]。

西藏傳教區
- 天主教康定教區（  ）：1846年3月27日成立拉薩宗座代牧區，自西藏-印度斯坦宗座代牧區（今印度阿格拉總教區）和四川宗座代牧區（今成都教區）劃出。1868年7月28日更名為西藏代牧區，1924年12月3日更名為打箭爐代牧區（Dartsedo /  ），1929年打箭爐轄下的錫金被劃出成立錫金自治傳教區（今印度大吉嶺教區），1946年4月11日升格為康定教區[102][103]，教座設於康定聖心主教座堂[104]。

### 教堂圖集

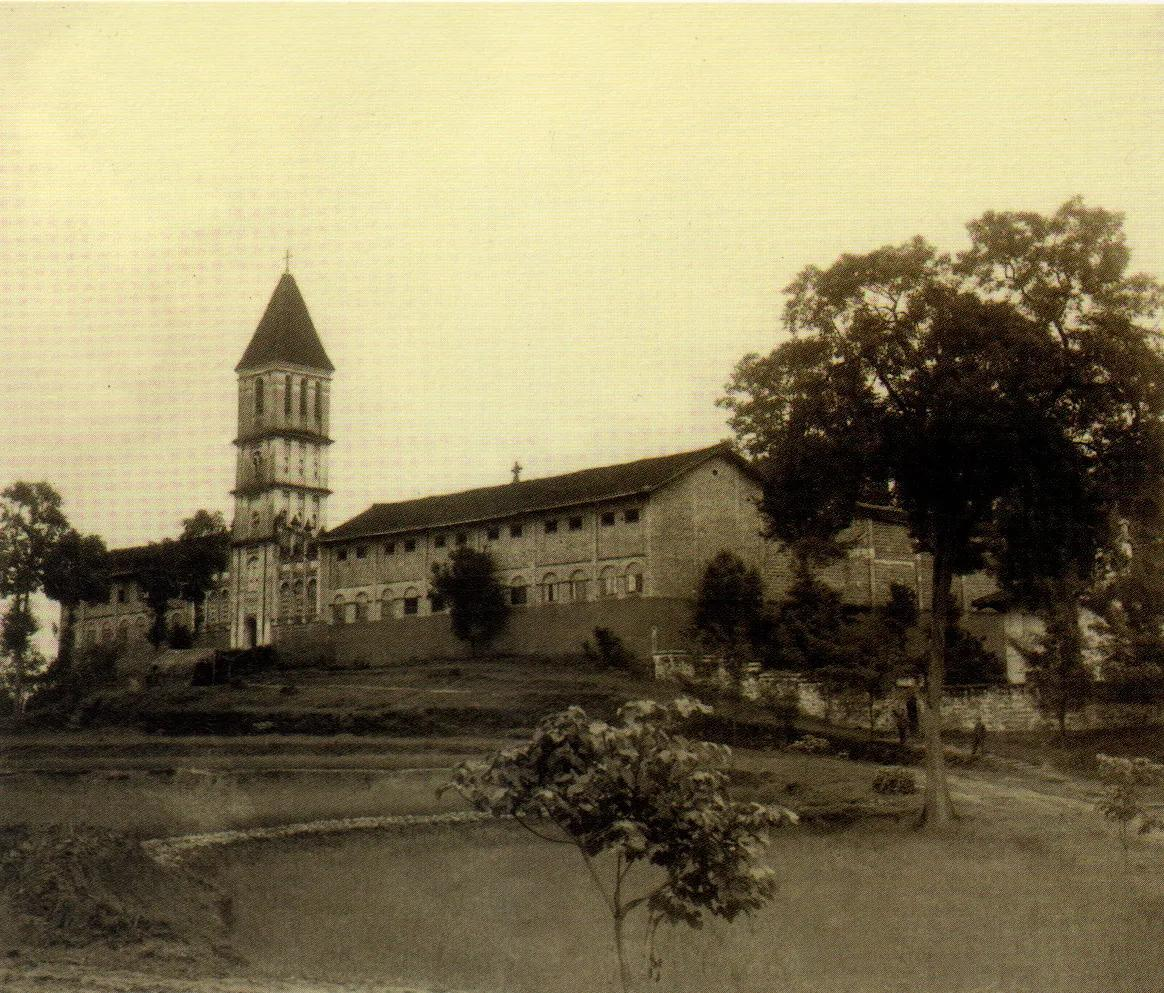
石馬眞原堂或馬跑堂（重慶總教區）
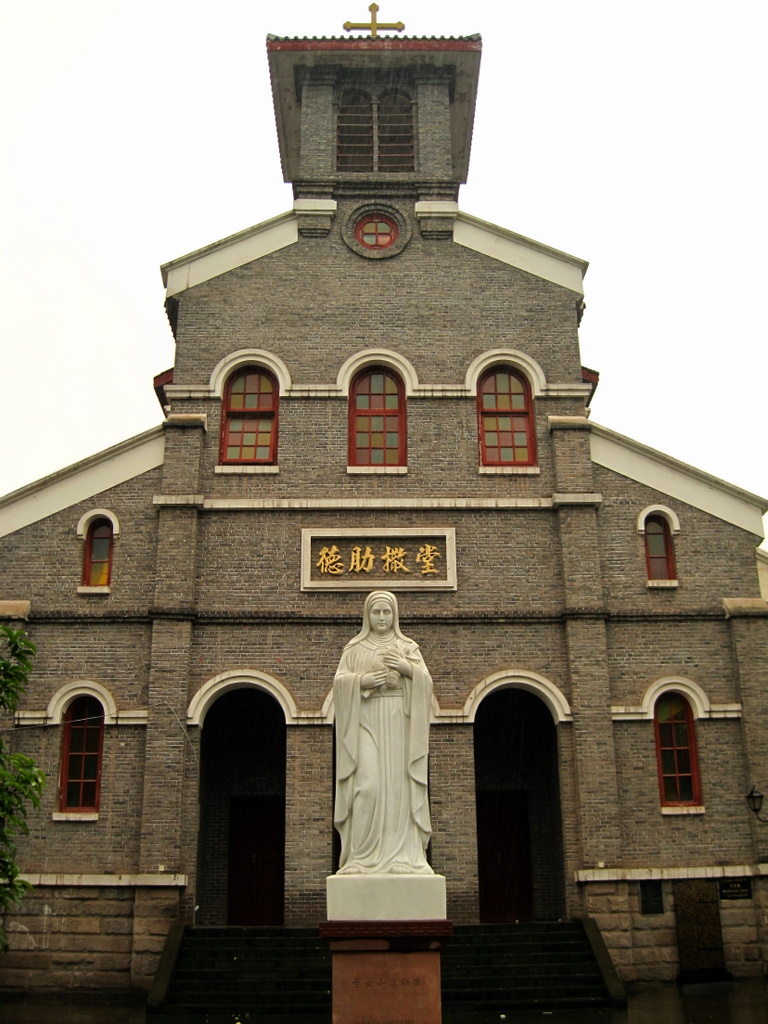
江北聖德肋撒堂（重慶總教區）
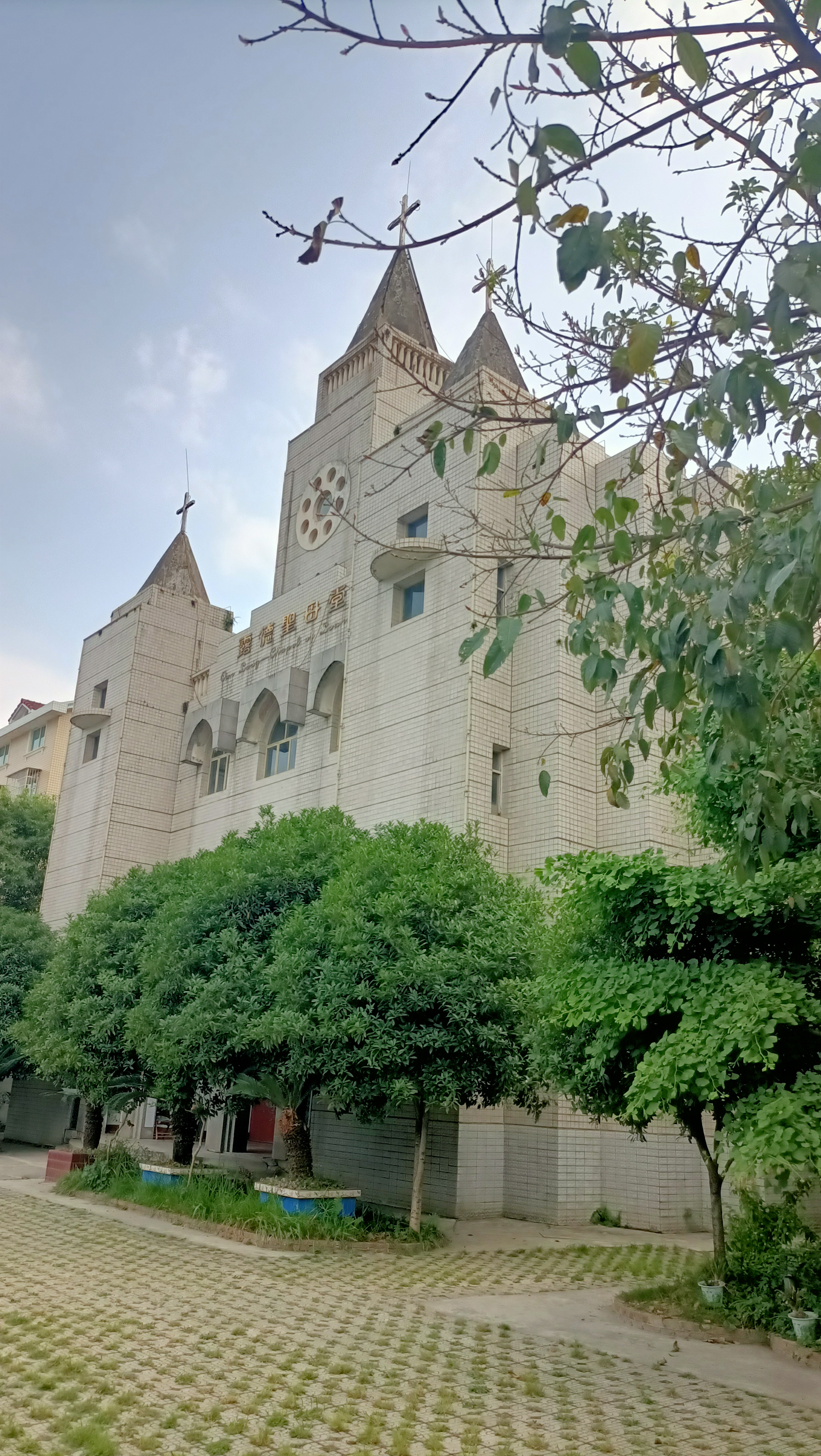
綿陽露德聖母堂（成都教區）
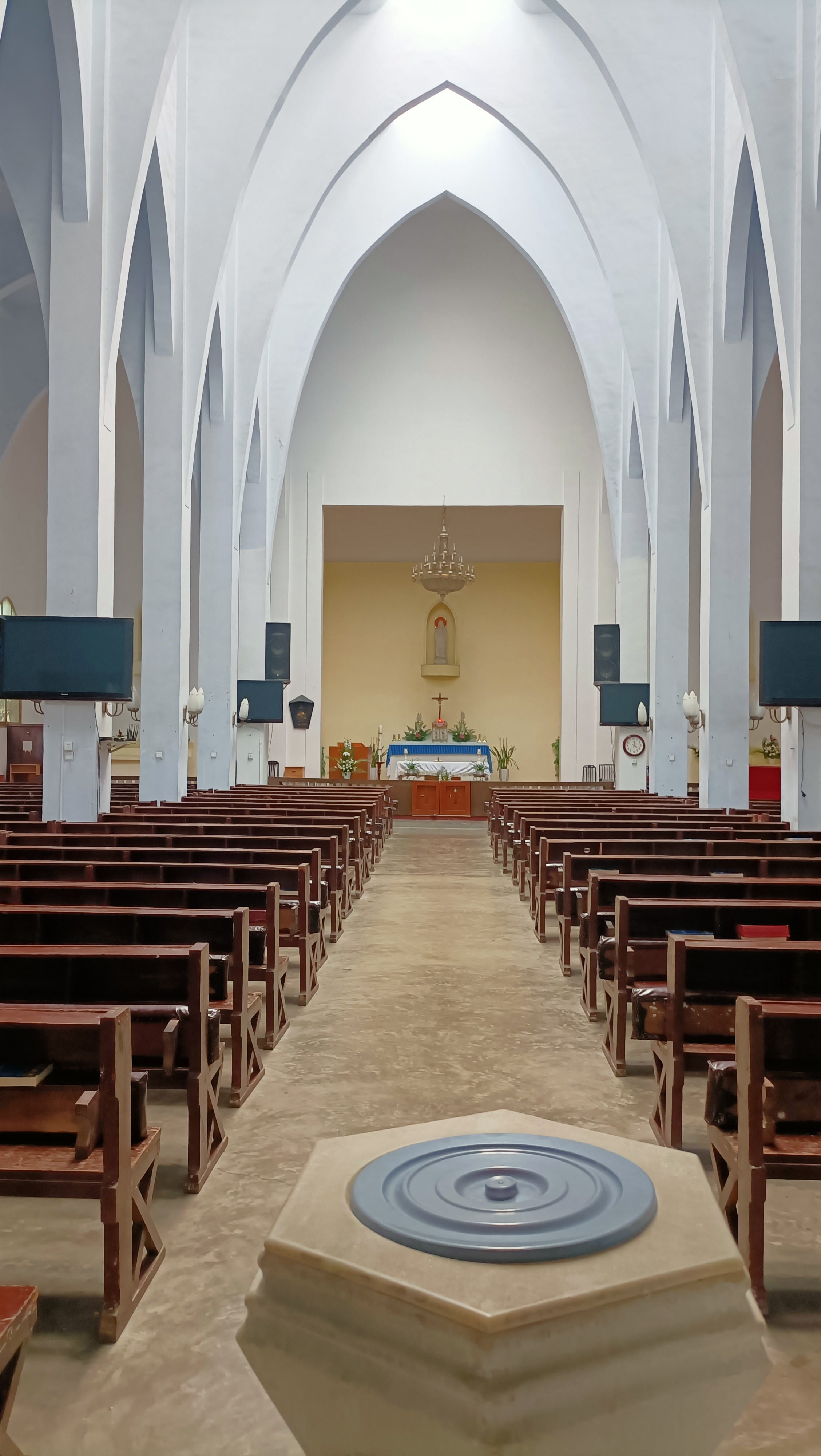
綿陽露德聖母堂內部
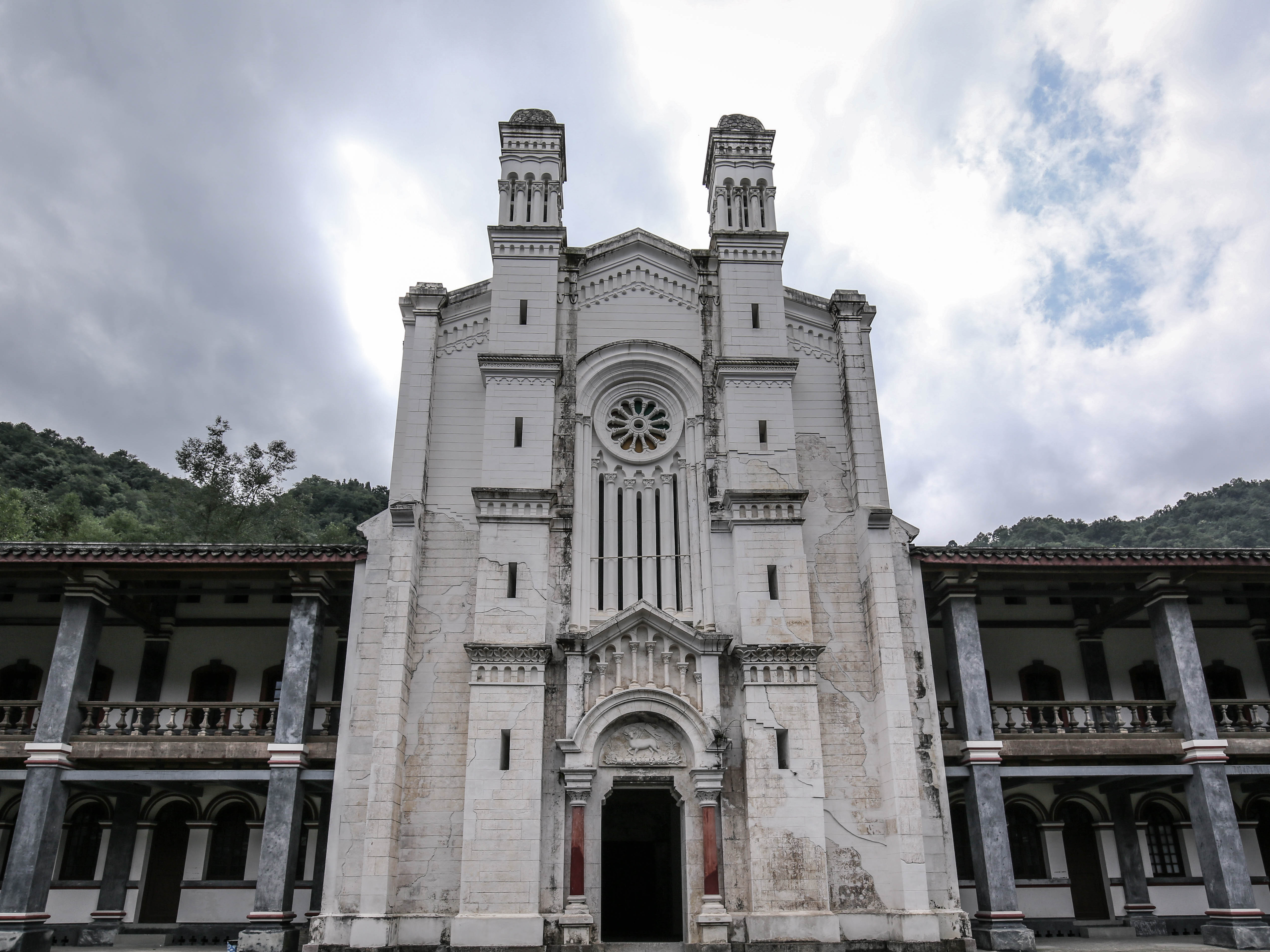
領報修院（成都教區）
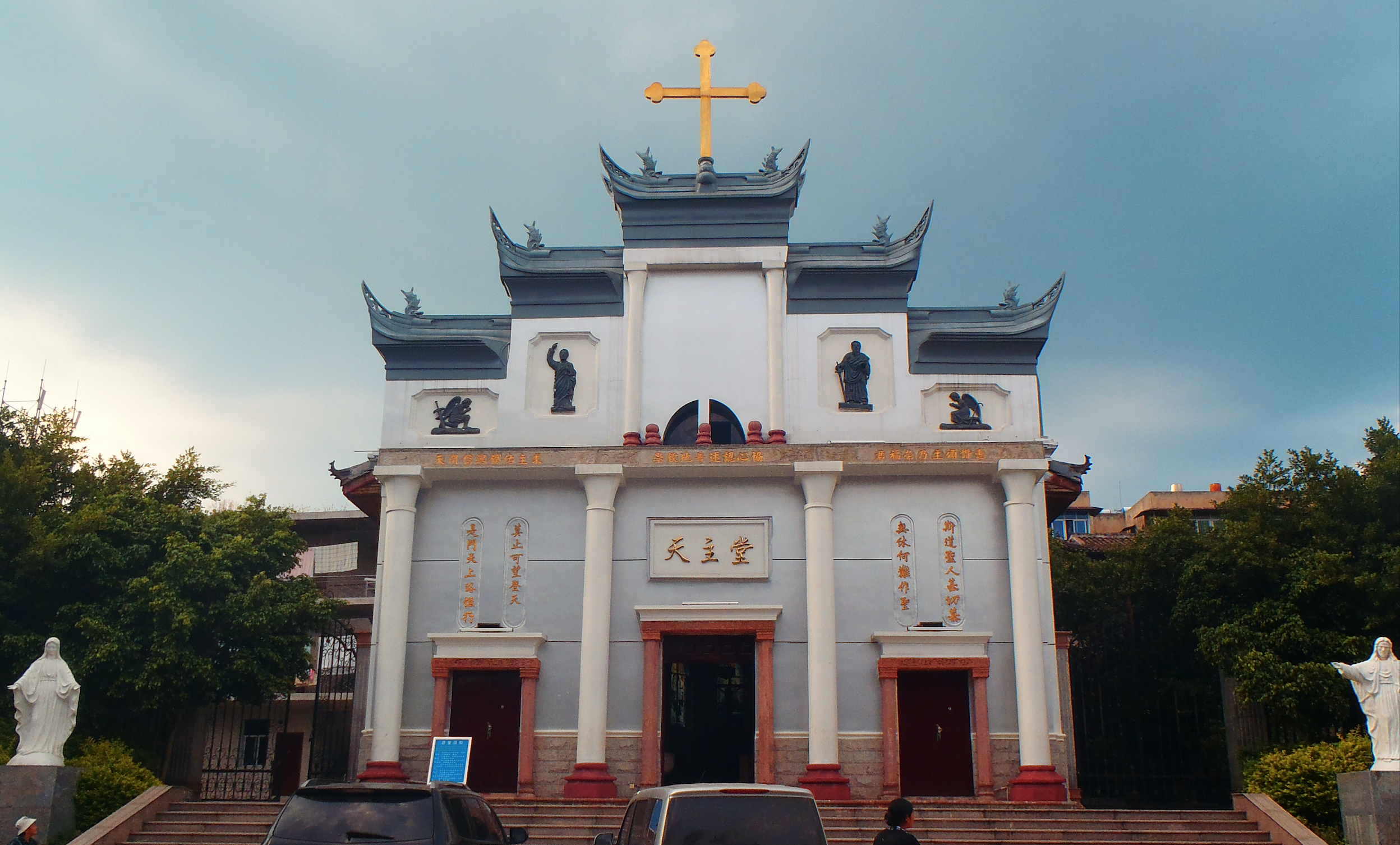
西昌天神堂（甯遠教區）
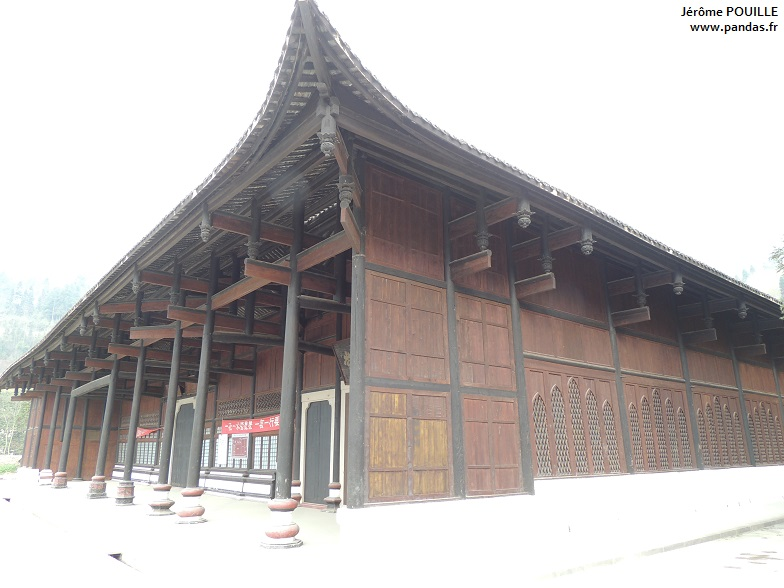
鄧池溝聖母領報堂（嘉定教區）
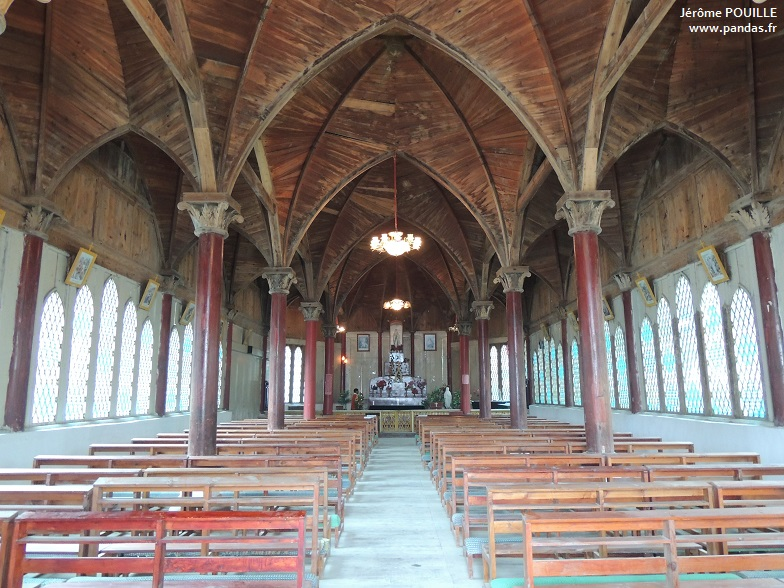
鄧池溝聖母領報堂內部
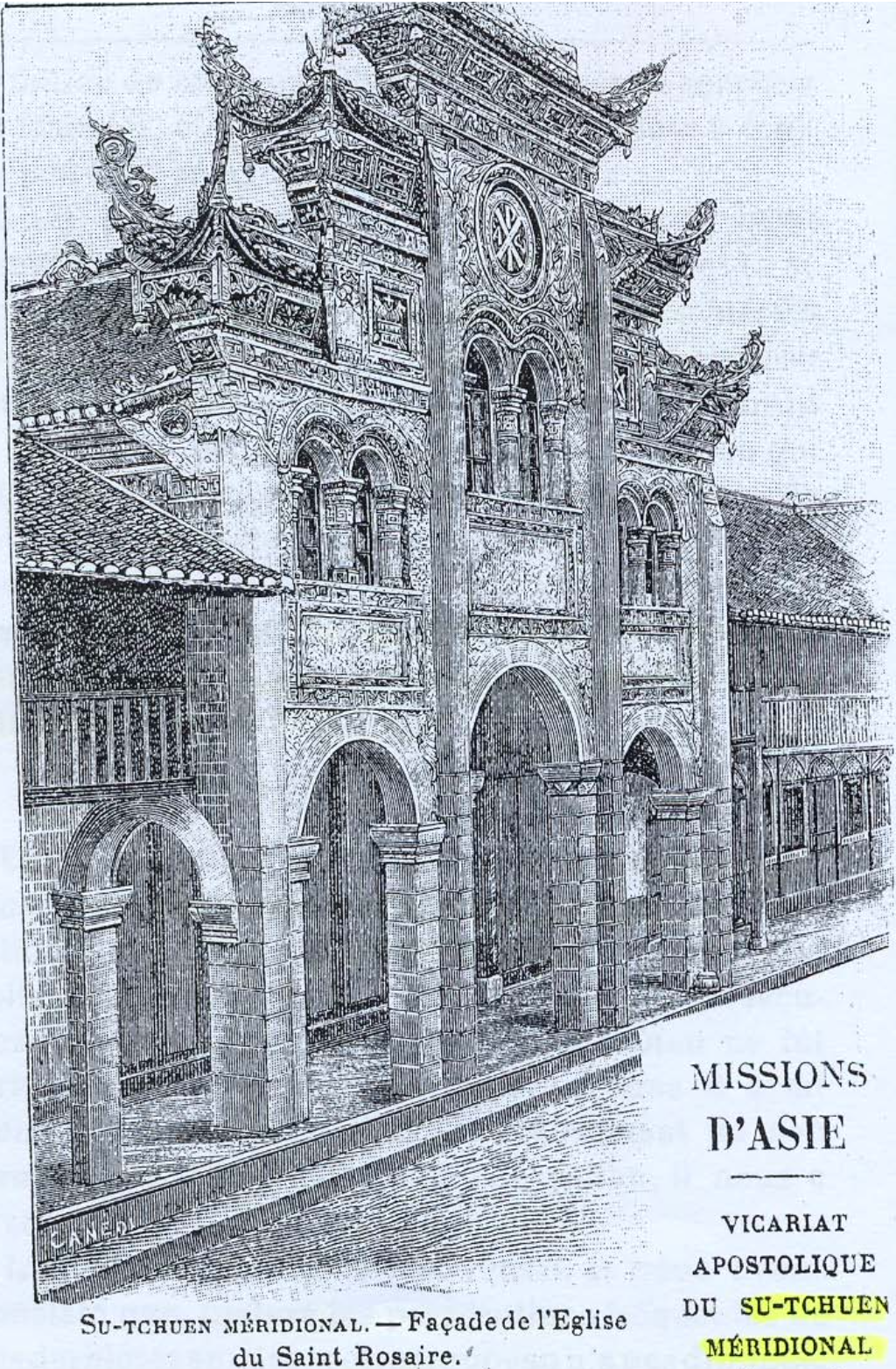
玄義玫瑰堂（叙府教區）
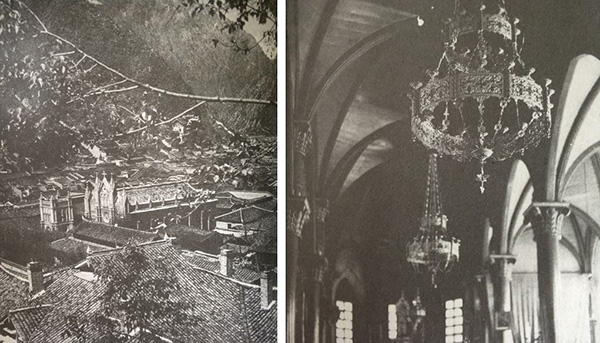
前康定聖心堂，又名眞原堂，文革期間被毀[105]（康定教區）
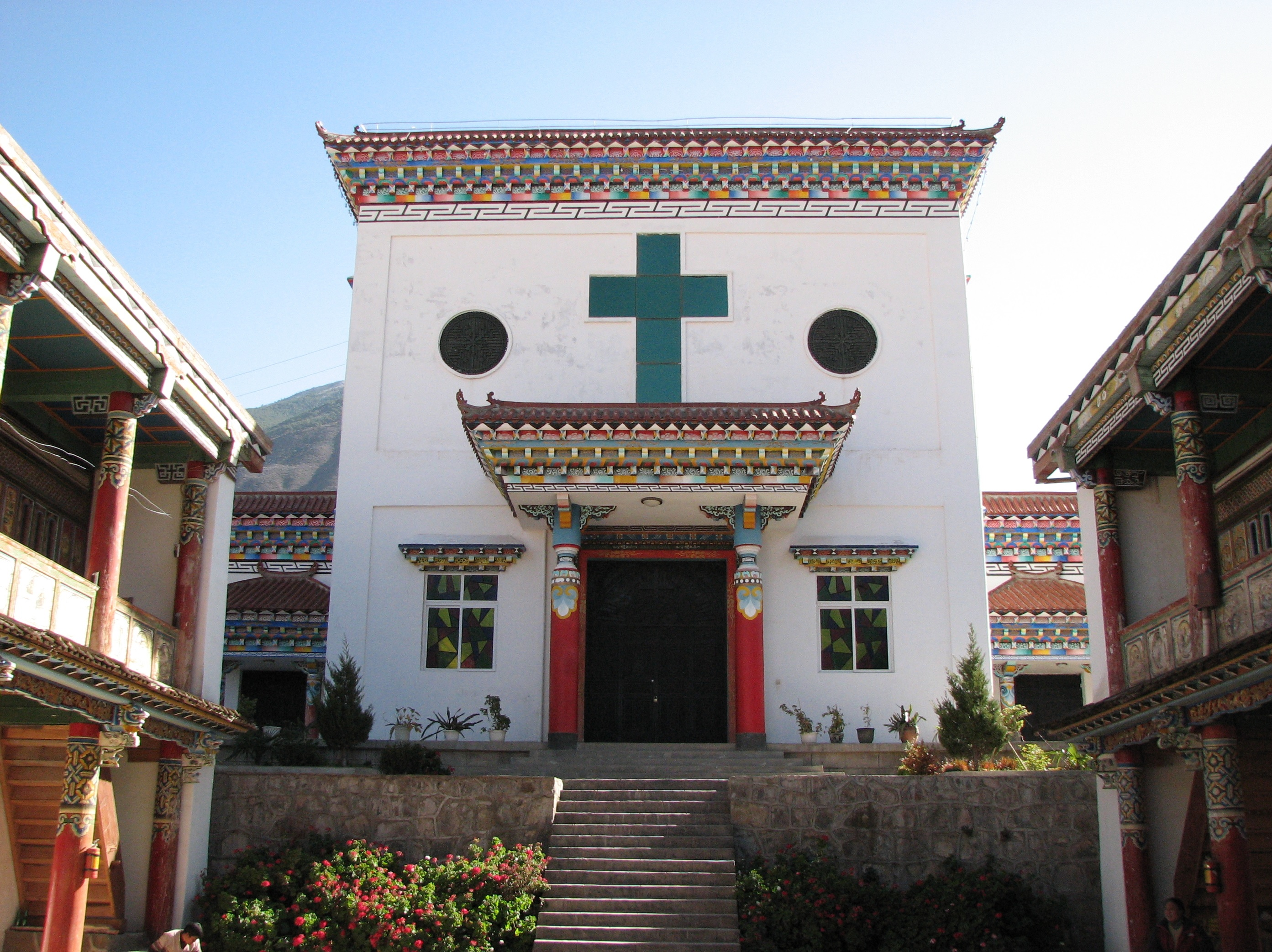
鹽井聖心聖母堂（康定教區）
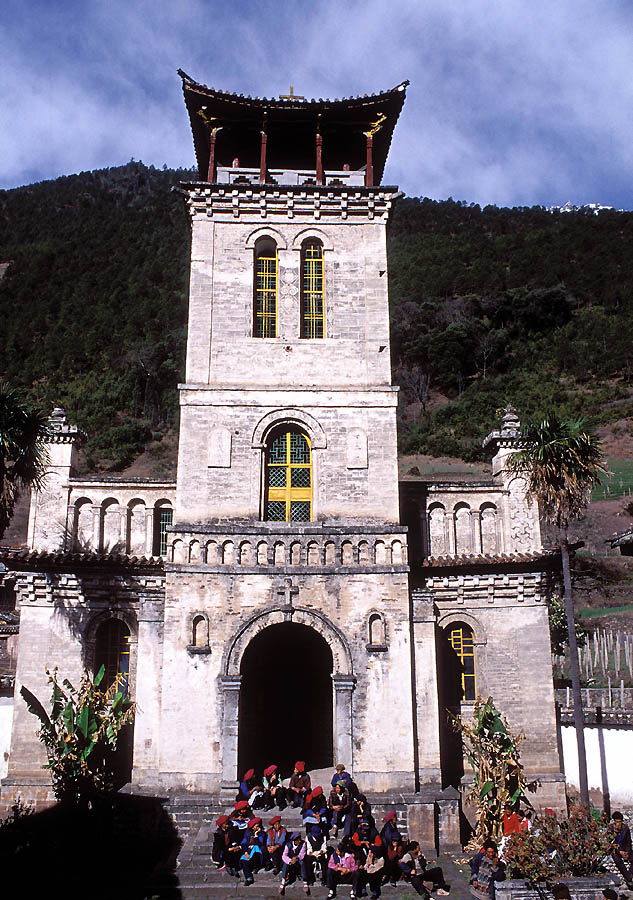
茨中聖心堂（康定教區）
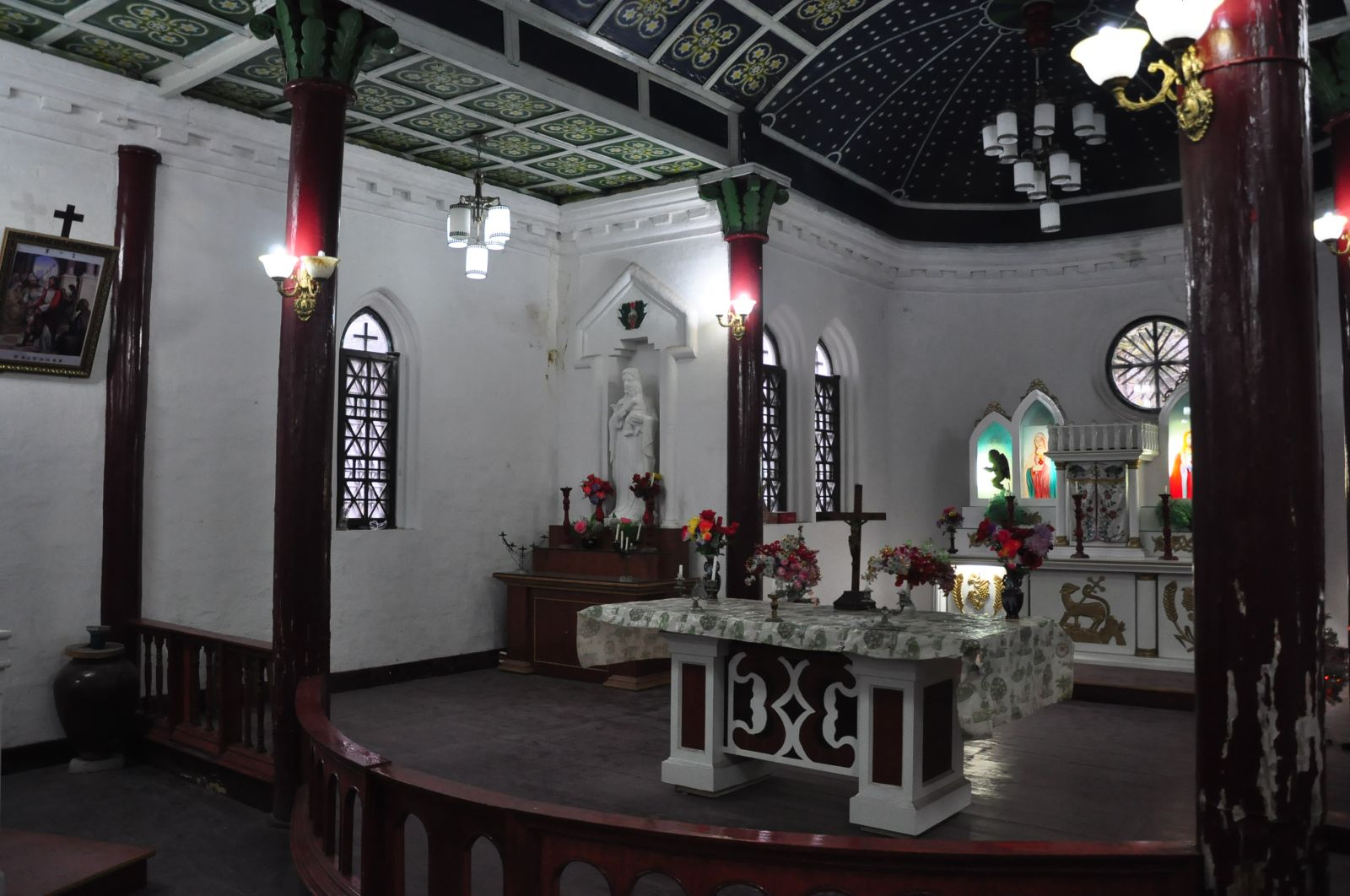
磨西安納堂祭臺（康定教區）
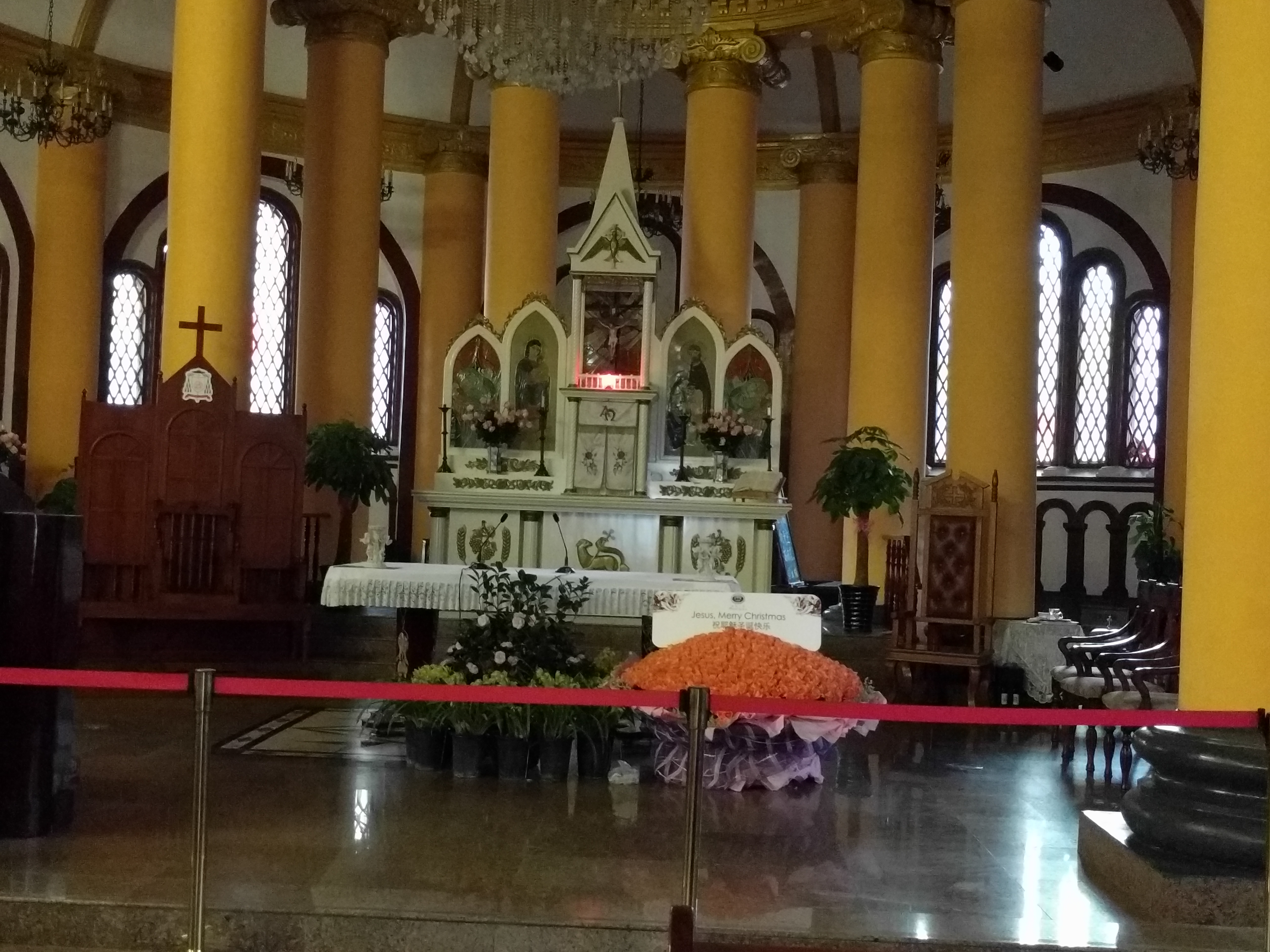
成都聖母無染原罪主教座堂祭臺（成都教區）
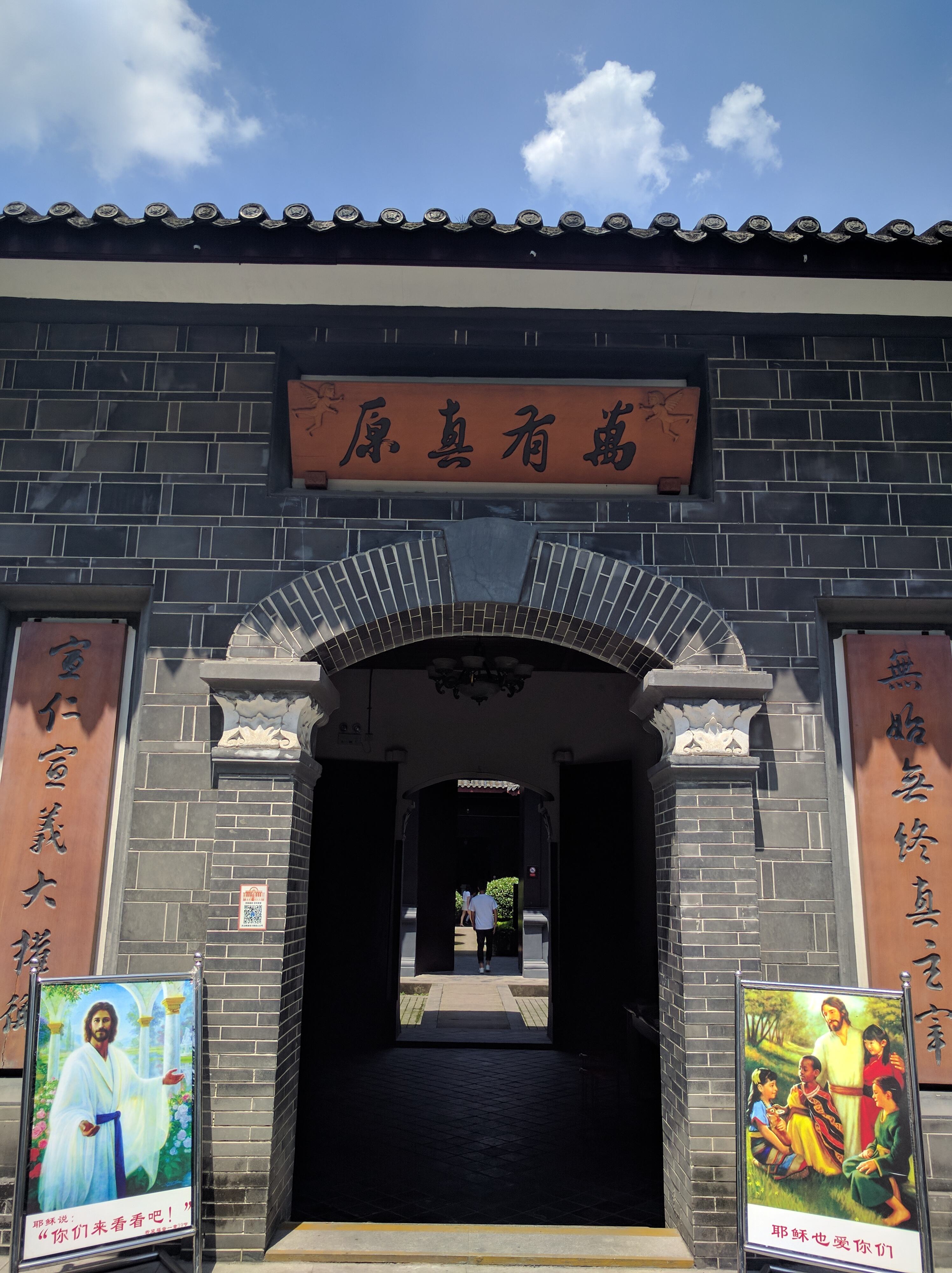
成都主教府

## 影響
據《聖教入川記》所載，張獻忠據蜀稱王以後，命令耶穌會士利類思和安文思製造天球儀、地球儀和日晷：「二球之大，須二人圍之。天球有各星宿及其部位，七政星宮環列其上，配以中國天文家所演各畜類；又分二十八宿，以合中國天文家之天圖。而地球分五大部洲，國名、省名、城名及名山大川，歷歷可數；經線、緯線、南北兩極，與黃道、赤道、南北溫道，無不俱備。至於日晷，列有黃道子午線及十二星宮與各度數，日月軌道如何而明，歲時因何而定，瞭如指掌。以上各器，部位尺寸，大小合宜，實為當時特出之物，見者莫不稱奇。」從目前所見資料，這是西方近代科學成果第一次在巴蜀地區出現。張獻忠屠蜀時，部份四川信徒南下逃到雲南省，成為天主教傳入雲南之始。

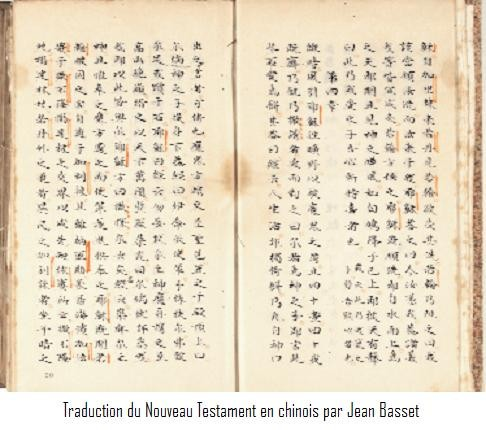
白日昇－徐若翰文理新約

1702年，巴黎外方傳教會神父白日昇到成都傳教。自1704年起在本地信徒徐若翰的協助下開始依據拉丁文《武加大譯本》翻譯《新約聖經》，後世稱為「白日昇（巴設）－徐若翰文理新約」。白日昇於1707年去世，導致這部譯本僅翻譯到《希伯來書》第一章。1739年，白日昇譯本的抄本之一被大英博物館收藏。後來第一位到達中國的新教傳教士馬禮遜於1805年轉抄白日昇譯本，並在之後翻譯聖經時將其作為主要參考。受白日昇新約影響的馬禮遜譯本為新教中文譯經正式拉開帷幕，對後世譯本產生諸多影響。
四川教會在18世紀發展成為新的社會核心和共同體。信徒追隨福音，彼此團結，大家緊密維繫在一起，這種動力使他們在當時的社會中與眾不同。四川的傳教士也很重視建立本地教會及訓練本地信徒，再從資優者中揀選一些作為巡迴傳道員。這段時期的四川教會成為在貴州省做福傳工作的主力，川東副代牧尚-馬丁·慕雅和四川傳道員孫本篤（Benoît Sen）於1774年進入貴州東北部傳道。後有四川女傳道員羅宋氏在貴陽市婦女中傳道。1798年，又有四川傳道員胡世祿在貴陽傳道並在當地建堂，即現在的貴陽聖若瑟主教座堂。19世紀有四川女傳道員易貞美到貴州宣教，並在當地殉道。2000年10月1日教宗若望保祿二世將她封聖。
徐德新主教主持的四川教會第一次大會於1803年9月2日在成都以西40公里處的崇慶州召開，成為在中國境內首次召開的天主教教會會議。該會議的成果於1822年在羅馬以拉丁文出版，題名《四川代牧區會議》（Synodus Vicariatus Sutchuensis）。這份會議成果一直引導中國多地教會的牧養之道直至被1924年的天主教上海會議取代。此外，四川會議法於1857年由第四任法國籍朝鮮宗座代牧張敬一宣佈為朝鮮王國天主教會的官方牧養法規。

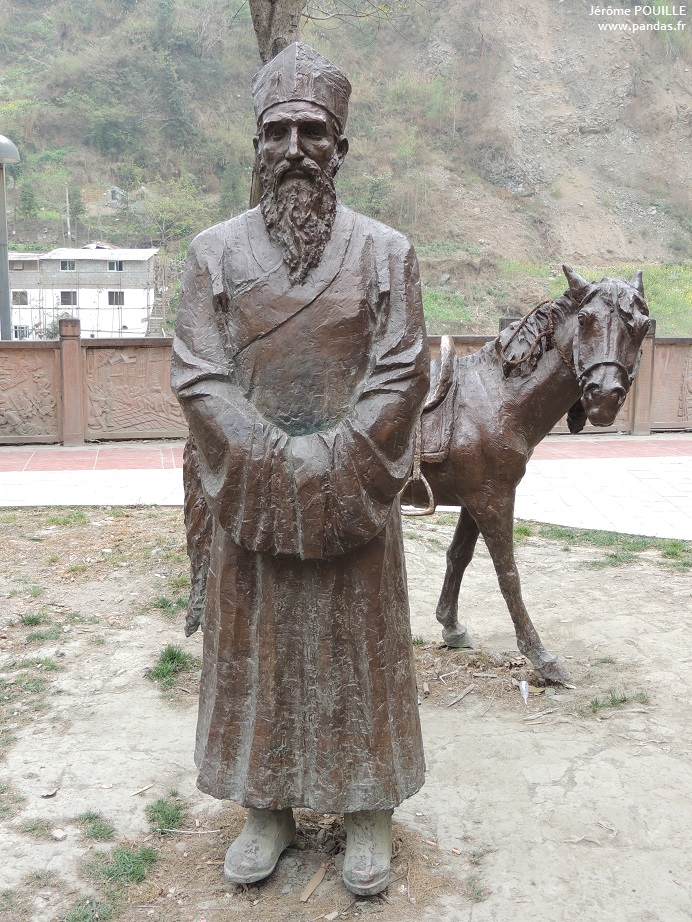
位於鄧池溝的譚衛道神父像，大貓熊的發現者。

身兼動植物學者身份的法國天主教傳教士在四川和康藏地區蒐集了眾多動植物標本，比如蘇烈、彭茂美、方羅日等。其中最知名的是遣使會神父譚衛道，他於1869年在四川鄧池溝聖母領報堂從事福傳工作和動植物研究時發現大貓熊，此地也被譽為全球首隻大貓熊發現地。為了紀念他，在鄧池溝村鄰近興建了戴維小鎭（譚衛道本名是阿爾芒·戴維）。現在聖母領報堂內保存了譚衛道神父的起居、研究動植物經過及發現貓熊的過程等資料。
1899年，巴黎外方傳教會神父古洛東（François-Marie-Joseph Gourdon）在重慶創辦川東代牧區印刷所聖家書局，1906年書局從沙坪壩遷到曾家巖。截止到1949年，聖家書局出版的書報刊物達40萬種，居全國天主教出版機構第二位。其中知名的有1904年創刊的《崇實報》（La Vérité），並有法文附刊；1918年出版的《聖教入川記》；1924年出版的《聖教入安岳記》。聖家書局多次再版原由川南代牧區叙府永生公館發行於1900年的《聖教禮規》，成為此書普世推廣工作的主力。《聖教禮規》是巴黎外方傳教會在川省經過百年積澱，為規範四川教會禮儀規矩的成果。該書除了在四川教會流傳外，還於1904年由納匝肋靜院在香港印行，1932年由土山灣印書館在上海發行。

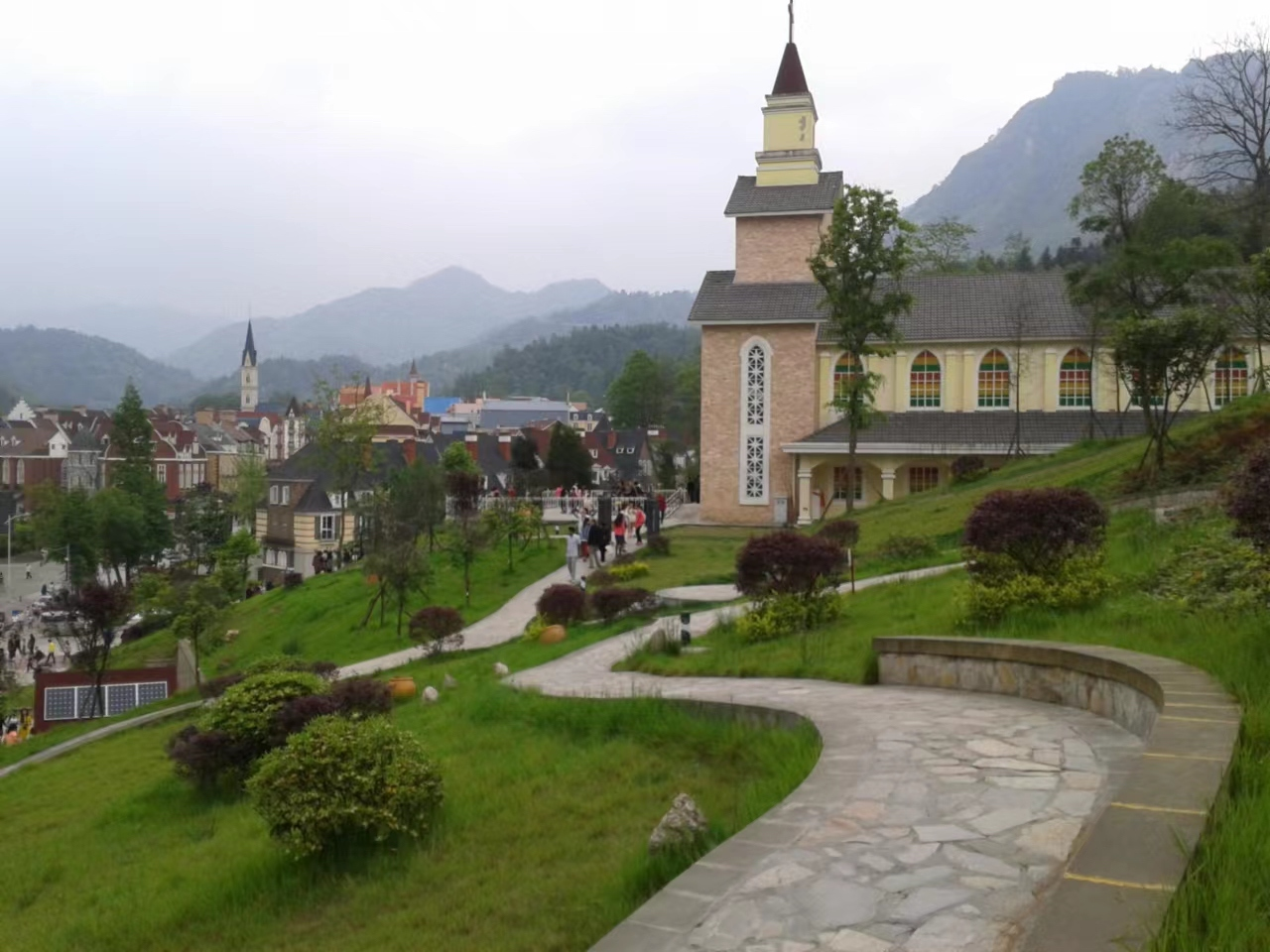
天主堂注視下的白鹿鎭

彭州市下轄的白鹿鎭因其濃厚的法國天主教傳統被打造成了一座「法式小鎭」。四川大學宗教文化研究學者廖翔慧認為塑造法式風情吸引遊客是為了經濟利益，在這個過程中其實會喪失小鎭眞正的宗教特色和本質，並逐漸世俗化。天主教風情和歐式建築帶來了經濟增長，但教會活動和信徒人數卻沒有隨經濟一同增長。

### 流行文化
李劼人的長篇小說《死水微瀾》詳細描述了清末成都地區信奉基督教的民眾（俗稱教民）、袍哥會和官府三方勢力的激盪，展現出當時天主教會勢力之強盛。該小說於1992年改編為電影《狂》，1988年和2008年兩次改編為同名電視劇（參見1988年版《死水微瀾》）。

## 朝聖地

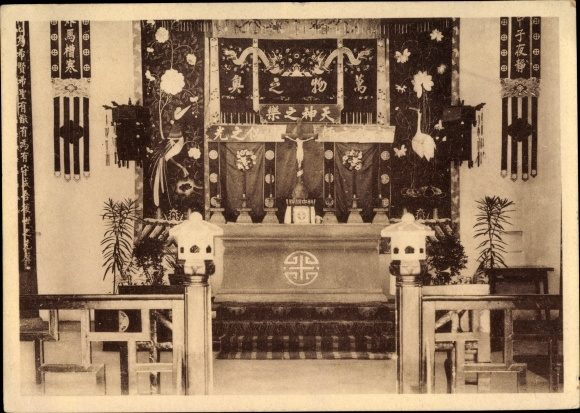
西山本篤院內的祈禱室

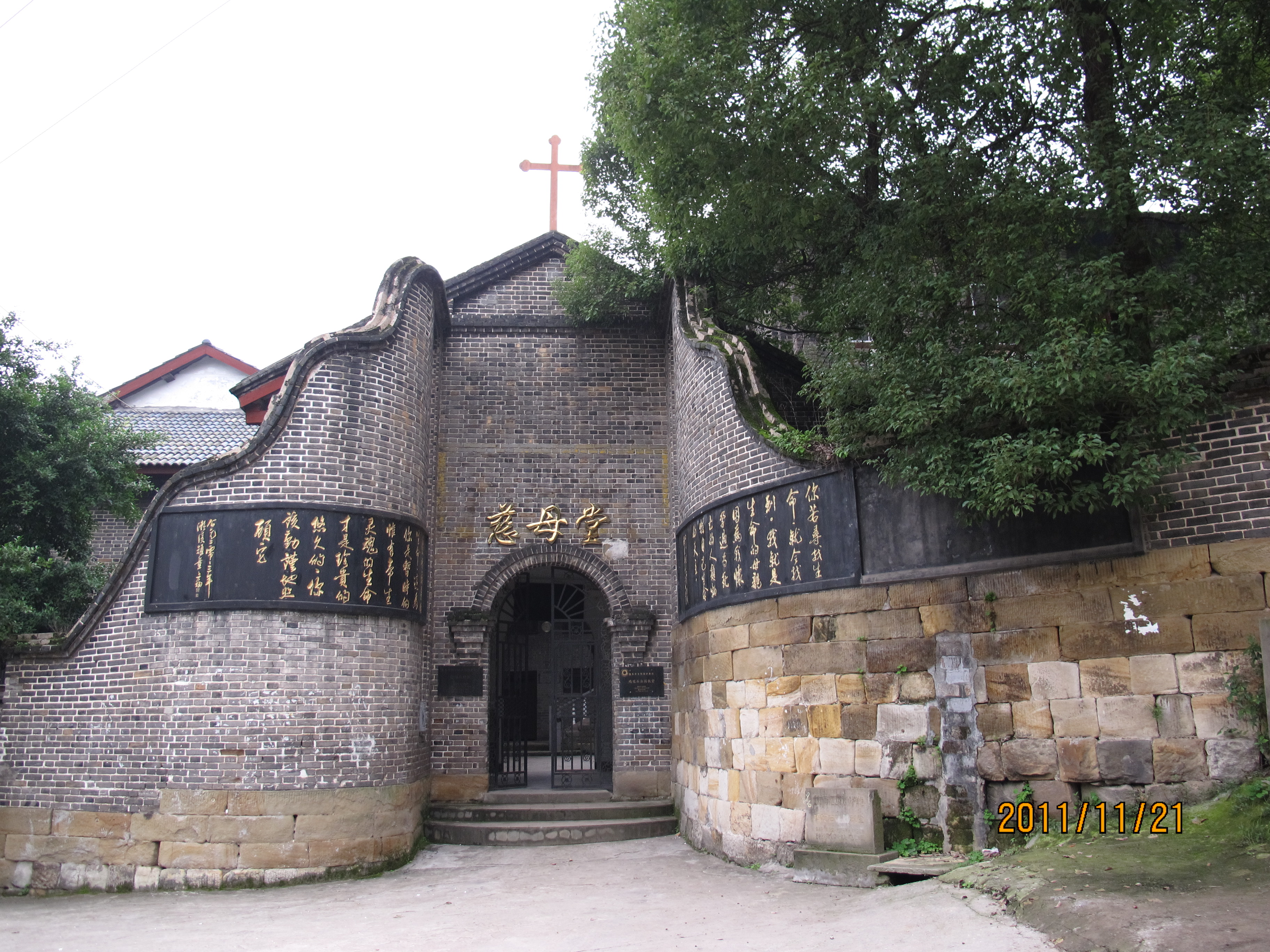
南岸慈母堂大門

下列教堂為「西南教會四大朝聖地」其中兩處，另兩處位於貴州省境內。
- 西山聖母堂及十二宗徒廣場：隸屬順慶教區，座落於南充市順慶區西郊的西山風景區洋人灣，屬於聖安德肋本篤修院建築群的一部份。修院建於1929年，但聖母堂和十二宗徒廣場為1979年後擴建的建築[119]。民國時代修院存有聖女小德肋撒的聖髑[120]。
- 南岸慈母堂：隸屬重慶總教區，座落於重慶市南岸區雞冠石鎭慈母山，始建於1911年。民國時期為神學院，曾為四川及其他西南各省教區培育八十餘名神父及多名主教。據說聖母瑪利亞曾在此顯聖，因而該地得名慈母山[121]。

## 傳播年表
下表根據《聖教入川記》整理而來。因此書由川東教區出版，所以主要記載的是川東地區。
| 地點                                     | 福傳會         | 傳入年份       |
| ---------------------------------------- | -------------- | -------------- |
| 成都、重慶、閬中                         | 耶穌會         | 1644年之前     |
| 金堂、安岳、邛州、彭山、峨嵋、樂山、宜賓 | 耶穌會、遣使會 | 1662至1722年間 |
| 梁平、彭水                               | 巴黎外方傳教會 | 1704年         |
| 銅梁                                     | 巴黎外方傳教會 | 1720年         |
| 合川                                     | 巴黎外方傳教會 | 1723至1735年間 |
| 萬縣                                     | 巴黎外方傳教會 | 1730年         |
| 廣安、岳池                               | 巴黎外方傳教會 | 1746年         |
| 大竹                                     | 巴黎外方傳教會 | 1753年         |
| 長壽                                     | 巴黎外方傳教會 | 1756年         |
| 武勝                                     | 巴黎外方傳教會 | 1760年         |
| 榮昌                                     | 巴黎外方傳教會 | 1769年         |
| 永川、城口、綦江                         | 巴黎外方傳教會 | 1770年         |
| 墊江                                     | 巴黎外方傳教會 | 1779年         |
| 奉節                                     | 巴黎外方傳教會 | 1781年         |
| 酆都                                     | 巴黎外方傳教會 | 1782年         |
| 達川、巫山                               | 巴黎外方傳教會 | 1784年         |
| 渠縣                                     | 巴黎外方傳教會 | 1790年         |
| 璧山                                     | 巴黎外方傳教會 | 1796年         |
| 巫溪、雲陽                               | 巴黎外方傳教會 | 1798年         |
| 開縣                                     | 巴黎外方傳教會 | 1810年         |
| 開江、忠縣                               | 巴黎外方傳教會 | 1861年         |
| 石柱、酉陽、秀山、黔江                   | 巴黎外方傳教會 | 1863年         |